# Населённые пункты Тверской области в округах (от О до Я)
Населённые пункты Тверской области в округах с административными центрами в городах окружного значения и посёлках городского типа (от О до Я).
Городские населённые пункты (города и посёлки городского типа) выделены оранжевым цветом).
Численность населения сельских населённых пунктов приведена по данным переписи населения 2010 года, численность населения городских населённых пунктов (городов и пгт) — по оценке на 1 января 2021 года.

## Округа, образованные городами окружного значения

### Осташковский городской округ
| №   | Населённый пункт     | Тип              | Население |
| --- | -------------------- | ---------------- | --------- |
| 1   | Александрово         | деревня          | 0         |
| 2   | Алексеевское         | деревня          | 1         |
| 3   | Алкатово             | деревня          | 17        |
| 4   | Ананьино             | деревня          | 7         |
| 5   | Анушино              | деревня          | 14        |
| 6   | Бараново             | деревня          | 12        |
| 7   | Барутино             | деревня          | 1         |
| 8   | Белка                | деревня          | 8         |
| 9   | Белкино              | деревня          | 9         |
| 10  | Березово             | деревня          | 23        |
| 11  | Берёзовый Рядок      | деревня          | 131       |
| 12  | Береснево            | деревня          | 10        |
| 13  | Боголюбское          | деревня          | 0         |
| 14  | Болошово             | деревня          | 1         |
| 15  | Большое Веретье      | деревня          | 21        |
| 16  | Большое Ильинское    | деревня          | 1         |
| 17  | Большое Лохово       | деревня          | 7         |
| 18  | Большое Ронское      | деревня          | 6         |
| 19  | Большой Чащивец      | деревня          | 11        |
| 20  | Бородино             | деревня          | 11        |
| 21  | Ботово               | деревня          | 1         |
| 22  | Буковичи             | деревня          | 1         |
| 23  | Бухвостово           | деревня          | 0         |
| 24  | Верхние Котицы       | деревня          | 16        |
| 25  | Волговерховье        | деревня          | 1         |
| 26  | Волоховщина          | деревня          | 17        |
| 27  | Волчья Гора          | деревня          | 0         |
| 28  | Воровское            | деревня          | 1         |
| 29  | Вороново             | деревня          | 7         |
| 30  | Выворожье            | деревня          | 0         |
| 31  | Выселок Ильинское    | деревня          | 0         |
| 32  | Высокое              | деревня          | 11        |
| 33  | Вязовня              | деревня          | 19        |
| 34  | Гладкое              | деревня          | 18        |
| 35  | Глебово              | деревня          | 8         |
| 36  | Глубочица            | деревня          | 13        |
| 37  | Голенек              | деревня          | 12        |
| 38  | Горбово              | деревня          | 13        |
| 39  | Горка                | деревня          | 1         |
| 40  | Горка                | деревня          | 1         |
| 41  | Горовастица          | деревня          | 20        |
| 42  | Горовастица          | станция          | 1         |
| 43  | Городец              | деревня          | 23        |
| 44  | Городище             | деревня          | 10        |
| 45  | Городок              | деревня          | 6         |
| 46  | Гринино              | деревня          | 14        |
| 47  | Гуща                 | деревня          | 48        |
| 48  | Давыдово             | деревня          | 5         |
| 49  | Данилово             | деревня          | 0         |
| 50  | Дмитровщина          | деревня          | 1         |
| 51  | Доброе               | деревня          | 1         |
| 52  | Дроздово             | деревня          | 16        |
| 53  | Дубенка              | деревня          | 0         |
| 54  | Дубово               | деревня          | 1         |
| 55  | Дубок                | деревня          | 5         |
| 56  | Дубровка             | деревня          | 1         |
| 57  | Дубье                | деревня          | 9         |
| 58  | Дулово               | деревня          | 17        |
| 59  | Ель                  | деревня          | 0         |
| 60  | Жалыбня              | деревня          | 12        |
| 61  | Жар                  | деревня          | 19        |
| 62  | Жданово              | деревня          | 360       |
| 63  | Жданское             | деревня          | 5         |
| 64  | Жегалово             | деревня          | 14        |
| 65  | Жилино               | деревня          | 1         |
| 66  | Жирома               | деревня          | 0         |
| 67  | Жук                  | деревня          | 1         |
| 68  | Жуково               | деревня          | 20        |
| 69  | Жулево               | деревня          | 6         |
| 70  | Заболотье            | деревня          | 1         |
| 71  | Заболотье            | деревня          | 18        |
| 72  | Заболотье            | деревня          | 1         |
| 73  | Заборки              | деревня          | 19        |
| 74  | Заборье              | деревня          | 34        |
| 75  | Задубье              | деревня          | 19        |
| 76  | Залесье              | деревня          | 7         |
| 77  | Залесье              | деревня          | 22        |
| 78  | Залучье              | деревня          | 26        |
| 79  | Залучье              | деревня          | 19        |
| 80  | Зальцо               | деревня          | 5         |
| 81  | Замошье              | деревня          | 73        |
| 82  | Занепречье           | деревня          | 12        |
| 83  | Заозерье             | деревня          | 8         |
| 84  | Заозерье             | деревня          | 1         |
| 85  | Заплавье             | деревня          | 44        |
| 86  | Заполек              | деревня          | 8         |
| 87  | Заречье              | деревня          | 1         |
| 88  | Заречье              | деревня          | 25        |
| 89  | Заселье              | деревня          | 8         |
| 90  | Заузье               | деревня          | 1         |
| 91  | Звягино              | деревня          | 20        |
| 92  | Зехново              | деревня          | 212       |
| 93  | Зорино               | деревня          | 8         |
| 94  | Иванова Гора         | деревня          | 40        |
| 95  | Ивановское           | деревня          | 1         |
| 96  | Ивановщина           | деревня          | 0         |
| 97  | Игнашовка            | деревня          | 5         |
| 98  | Карповщина           | деревня          | 18        |
| 99  | Картунь              | деревня          | 0         |
| 100 | Клетино              | деревня          | 1         |
| 101 | Климова Гора         | деревня          | 16        |
| 102 | Княжое               | деревня          | 1         |
| 103 | Кобенево             | деревня          | 1         |
| 104 | Кожурица             | деревня          | 0         |
| 105 | Коковкино            | деревня          | 59        |
| 106 | Колода               | деревня          | 0         |
| 107 | Конево               | деревня          | 0         |
| 108 | Конец                | деревня          | 11        |
| 109 | Кононово             | деревня          | 0         |
| 110 | Кордон Слобода       | населённый пункт | 0         |
| 111 | Корпово              | деревня          | 18        |
| 112 | Косарово             | деревня          | 27        |
| 113 | Котчище              | деревня          | 15        |
| 114 | Кравотынь            | деревня          | 21        |
| 115 | Краклово             | деревня          | 9         |
| 116 | Крапивня             | деревня          | 18        |
| 117 | Красуха              | деревня          | 28        |
| 118 | Кречетово            | деревня          | 0         |
| 119 | Крутец               | деревня          | 8         |
| 120 | Кукорево             | деревня          | 0         |
| 121 | Кулатово             | деревня          | 13        |
| 122 | Куряево              | деревня          | 40        |
| 123 | Ласкоревщина         | деревня          | 1         |
| 124 | Лежнево              | деревня          | 11        |
| 125 | Лещины               | деревня          | 14        |
| 126 | Липовец              | деревня          | 23        |
| 127 | Липуха               | деревня          | 0         |
| 128 | Локотец              | деревня          | 37        |
| 129 | Лом                  | деревня          | 1         |
| 130 | Лукьяново            | деревня          | 11        |
| 131 | Лучки                | деревня          | 0         |
| 132 | Любимка              | деревня          | 1         |
| 133 | Люшино               | деревня          | 0         |
| 134 | Ляпино               | деревня          | 7         |
| 135 | Малое Веретье        | деревня          | 1         |
| 136 | Малое Ильинское      | деревня          | 0         |
| 137 | Малое Лохово         | деревня          | 11        |
| 138 | Малое Ронское        | деревня          | 1         |
| 139 | Малый Чащивец        | деревня          | 1         |
| 140 | Мартюшино            | деревня          | 11        |
| 141 | Марьино              | деревня          | 11        |
| 142 | Маслово              | деревня          | 0         |
| 143 | Матерово             | деревня          | 5         |
| 144 | Машугина Гора        | деревня          | 17        |
| 145 | Междуречье           | деревня          | 12        |
| 146 | Межник               | деревня          | 0         |
| 147 | Могилево             | деревня          | 8         |
| 148 | Мосеевцы             | деревня          | 29        |
| 149 | Мошенка              | деревня          | 145       |
| 150 | Нелегино             | деревня          | 1         |
| 151 | Неприе               | деревня          | 25        |
| 152 | Нескучное            | деревня          | 5         |
| 153 | Нехина Гора          | деревня          | 0         |
| 154 | Нижние Котицы        | деревня          | 17        |
| 155 | Никишки              | деревня          | 0         |
| 156 | Никола Рожок         | деревня          | 1         |
| 157 | Никольское           | деревня          | 12        |
| 158 | Новинка              | деревня          | 10        |
| 159 | Новые Ельцы          | деревня          | 194       |
| 160 | Носовица             | деревня          | 0         |
| 161 | Овинец               | деревня          | 18        |
| 162 | Озерки               | деревня          | 14        |
| 163 | Ореховка             | деревня          | 35        |
| 164 | Орлово               | деревня          | 0         |
| 165 | Осинка               | деревня          | 0         |
| 166 | Осташков             | город            | 16 674    |
| 167 | Острицы              | деревня          | 1         |
| 168 | Осцы                 | посёлок          | 107       |
| 169 | Павлиха              | деревня          | 1         |
| 170 | Палиха               | деревня          | 1         |
| 171 | Панюки               | деревня          | 5         |
| 172 | Пачково              | деревня          | 23        |
| 173 | Первое Мая           | деревня          | 0         |
| 174 | Перетерг             | деревня          | 0         |
| 175 | Пески                | деревня          | 8         |
| 176 | Петриково            | деревня          | 1         |
| 177 | Петровское           | деревня          | 1         |
| 178 | Пихтень              | деревня          | 9         |
| 179 | Погорелое            | деревня          | 31        |
| 180 | Подгорье             | деревня          | 1         |
| 181 | Подолище             | деревня          | 1         |
| 182 | Покровское           | деревня          | 1         |
| 183 | Покровское           | деревня          | 144       |
| 184 | Польки               | деревня          | 1         |
| 185 | Поребрица            | деревня          | 17        |
| 186 | Поселье              | деревня          | 1         |
| 187 | Пыжи                 | деревня          | 0         |
| 188 | Радухово             | деревня          | 5         |
| 189 | Раменье              | деревня          | 0         |
| 190 | Рвеница              | деревня          | 40        |
| 191 | Ровень Мосты         | деревня          | 0         |
| 192 | Роги                 | деревня          | 19        |
| 193 | Рогожа               | деревня          | 212       |
| 194 | Рязановщина          | деревня          | 5         |
| 195 | Савина Гора          | деревня          | 0         |
| 196 | Сальниковщина        | деревня          | 1         |
| 197 | Самара               | деревня          | 7         |
| 198 | Свапуще              | деревня          | 354       |
| 199 | Светлица             | деревня          | 86        |
| 200 | Святое               | деревня          | 0         |
| 201 | Святое               | село             | 411       |
| 202 | Семеновщина          | деревня          | 13        |
| 203 | Сиговка              | посёлок          | 448       |
| 204 | Сигово               | деревня          | 0         |
| 205 | Сигово               | ж.д. станция     | 17        |
| 206 | Слобода              | деревня          | 17        |
| 207 | Смешово              | деревня          | 0         |
| 208 | Собро                | деревня          | 1         |
| 209 | Сорога               | деревня          | 176       |
| 210 | Сосница              | деревня          | 25        |
| 211 | Сосново              | деревня          | 15        |
| 212 | Спицино              | деревня          | 18        |
| 213 | Старое Село          | деревня          | 5         |
| 214 | Старые Поля          | деревня          | 15        |
| 215 | Старый Сиг           | деревня          | 1         |
| 216 | Студенец             | деревня          | 1         |
| 217 | Сухая Нива           | деревня          | 18        |
| 218 | Сухлово              | деревня          | 12        |
| 219 | Тарасово             | деревня          | 1         |
| 220 | Твердякино           | деревня          | 7         |
| 221 | Тереховщина          | деревня          | 9         |
| 222 | Толстик              | деревня          | 1         |
| 223 | Трестино             | деревня          | 0         |
| 224 | Третники             | деревня          | 14        |
| 225 | Троеручица           | деревня          | 1         |
| 226 | Турбаза «Сокол»      | населённый пункт | 180       |
| 227 | Турбаза «Хатинь Бор» | населённый пункт | 0         |
| 228 | Турская              | деревня          | 6         |
| 229 | Узгово               | деревня          | 1         |
| 230 | Уницы                | деревня          | 14        |
| 231 | Уревы                | деревня          | 0         |
| 232 | Урицкое              | деревня          | 0         |
| 233 | Хитино               | деревня          | 167       |
| 234 | Хретень              | деревня          | 0         |
| 235 | Хутора Дубские       | населённый пункт | 1         |
| 236 | Чёрный Дор           | деревня          | 12        |
| 237 | Чёрный Дор           | ж.д. станция     | 14        |
| 238 | Чигориха             | деревня          | 1         |
| 239 | Шадыки               | деревня          | 0         |
| 240 | Шалабаево            | деревня          | 0         |
| 241 | Шелехово             | деревня          | 0         |
| 242 | Шиловка              | деревня          | 5         |
| 243 | Щебериха             | деревня          | 0         |
| 244 | Щемелинка            | хутор            | 0         |
| 245 | Щучье                | деревня          | 40        |
| 246 | Южный                | посёлок          | 138       |
| 247 | Язово                | деревня          | 1         |
| 248 | Ясенское             | деревня          | 20        |

### Удомельский городской округ
| №   | Населённый пункт         | Тип          | Население                                                                                  |
| --- | ------------------------ | ------------ | ------------------------------------------------------------------------------------------ |
| 1   | Аграфенино               | деревня      | 22                                                                                         |
| 2   | Адамово                  | деревня      | 16                                                                                         |
| 3   | Аксово                   | деревня      | 0                                                                                          |
| 4   | Акулово                  | деревня      | 16                                                                                         |
| 5   | Александрово             | деревня      | 7                                                                                          |
| 6   | Анисимово                | деревня      | 8                                                                                          |
| 7   | Анкудиниха               | деревня      | 0                                                                                          |
| 8   | Анютино                  | деревня      | 1                                                                                          |
| 9   | Артемьево                | деревня      | 52                                                                                         |
| 10  | Архангельское            | деревня      | 1                                                                                          |
| 11  | Бабино                   | деревня      | 1                                                                                          |
| 12  | Белохово                 | деревня      | 15                                                                                         |
| 13  | Бельтенево               | деревня      | 48                                                                                         |
| 14  | Бережок                  | деревня      | 10                                                                                         |
| 15  | Березно                  | деревня      | 1                                                                                          |
| 16  | Бобылиха                 | деревня      | 1                                                                                          |
| 17  | Боглаево                 | деревня      | 6                                                                                          |
| 18  | Бойково                  | деревня      | 8                                                                                          |
| 19  | Большая Званица          | деревня      | 36                                                                                         |
| 20  | Бордаево                 | деревня      | 0                                                                                          |
| 21  | Боронатово               | деревня      | 1                                                                                          |
| 22  | Бочково                  | деревня      | 0                                                                                          |
| 23  | Бочурино                 | деревня      | 30                                                                                         |
| 24  | Братаново                | деревня      | 7                                                                                          |
| 25  | Братское                 | деревня      | 10                                                                                         |
| 26  | Брусово                  | посёлок      | 959                                                                                        |
| 27  | Бряково                  | деревня      | 16                                                                                         |
| 28  | Быки                     | деревня      | 22                                                                                         |
| 29  | Быково                   | деревня      | 6                                                                                          |
| 30  | Бычиха                   | деревня      | 5                                                                                          |
| 31  | Ванюнькино               | деревня      | 1                                                                                          |
| 32  | Васильево                | деревня      | 7                                                                                          |
| 33  | Васьково                 | деревня      | 60                                                                                         |
| 34  | Ватутино                 | деревня      | 21                                                                                         |
| 35  | Венецианово              | деревня      | 21                                                                                         |
| 36  | Верескуново              | деревня      | 64                                                                                         |
| 37  | Власово                  | деревня      | 6                                                                                          |
| 38  | Волчихово                | деревня      | 11                                                                                         |
| 39  | Ворониха                 | деревня      | 5                                                                                          |
| 40  | Вороново                 | деревня      | 0                                                                                          |
| 41  | Воронцово                | деревня      | 1                                                                                          |
| 42  | Всесвятское              | деревня      | 8                                                                                          |
| 43  | Выскодня                 | деревня      | 159                                                                                        |
| 44  | Вышково                  | деревня      | 14                                                                                         |
| 45  | Гаврильцево              | деревня      | 0                                                                                          |
| 46  | Гайново                  | деревня      | 13                                                                                         |
| 47  | Галичено                 | деревня      | 11                                                                                         |
| 48  | Ганино                   | деревня      | 1                                                                                          |
| 49  | Гарусово                 | деревня      | 6                                                                                          |
| 50  | Гирино                   | деревня      | 0                                                                                          |
| 51  | Глазачи                  | деревня      | 14                                                                                         |
| 52  | Гоголино                 | деревня      | 0                                                                                          |
| 53  | Голубково                | деревня      | 42                                                                                         |
| 54  | Городище                 | деревня      | 87                                                                                         |
| 55  | Городки                  | деревня      | 14                                                                                         |
| 56  | Горшуха                  | деревня      | 7                                                                                          |
| 57  | Горы                     | деревня      | 9                                                                                          |
| 58  | Грешнево                 | деревня      | 7                                                                                          |
| 59  | Гриблянка                | посёлок      | 69                                                                                         |
| 60  | Грибны                   | деревня      | 66                                                                                         |
| 61  | Григорево                | деревня      | 1                                                                                          |
| 62  | Демьяниха                | деревня      | 1                                                                                          |
| 63  | Дерягино                 | деревня      | 171                                                                                        |
| 64  | Дмитровка                | деревня      | 5                                                                                          |
| 65  | Дмитрово                 | деревня      | 1                                                                                          |
| 66  | Доронино                 | деревня      | 46                                                                                         |
| 67  | Дремуха                  | ж.д. станция | 0                                                                                          |
| 68  | Дретуни                  | деревня      | 10                                                                                         |
| 69  | Дубище                   | деревня      | 6                                                                                          |
| 70  | Дубники                  | деревня      | 1                                                                                          |
| 71  | Дягилево                 | деревня      | 18                                                                                         |
| 72  | Едутино                  | деревня      | 53                                                                                         |
| 73  | Ежиха                    | деревня      | 23                                                                                         |
| 74  | Елейкино                 | деревня      | 0                                                                                          |
| 75  | Елманова-Горка           | деревня      | 46                                                                                         |
| 76  | Еремково                 | село         | 301                                                                                        |
| 77  | Жаворонково              | деревня      | 7                                                                                          |
| 78  | Железное                 | деревня      | 9                                                                                          |
| 79  | Желудово                 | деревня      | 0                                                                                          |
| 80  | Жеребцово                | деревня      | 0                                                                                          |
| 81  | Загорье                  | деревня      | 35                                                                                         |
| 82  | Займище                  | деревня      | 46                                                                                         |
| 83  | Залучье                  | деревня      | 57                                                                                         |
| 84  | Заручье                  | деревня      | 5                                                                                          |
| 85  | Зарьково                 | деревня      | 48                                                                                         |
| 86  | Заселище                 | деревня      | 1                                                                                          |
| 87  | Захарово                 | деревня      | 1                                                                                          |
| 88  | Зиновьево                | деревня      | 0                                                                                          |
| 89  | Ивановское               | деревня      | 189                                                                                        |
| 90  | Иваньково                | деревня      | 1                                                                                          |
| 91  | Иевково                  | деревня      | 12                                                                                         |
| 92  | Ильино                   | деревня      | 6                                                                                          |
| 93  | Ионино                   | деревня      | 1                                                                                          |
| 94  | Ишутиха                  | деревня      | 20                                                                                         |
| 95  | Казикино                 | деревня      | 154                                                                                        |
| 96  | Каменец                  | деревня      | 18                                                                                         |
| 97  | Каменка                  | деревня      | 26                                                                                         |
| 98  | Карасино                 | деревня      | 6                                                                                          |
| 99  | Карманово                | деревня      | 12                                                                                         |
| 100 | Касково                  | деревня      | 178                                                                                        |
| 101 | Климатино                | деревня      | 13                                                                                         |
| 102 | Климовское               | деревня      | 1                                                                                          |
| 103 | Князево                  | деревня      | 1                                                                                          |
| 104 | Кожино                   | деревня      | 7                                                                                          |
| 105 | Колпинец                 | деревня      | 5                                                                                          |
| 106 | Копачёво                 | деревня      | 251                                                                                        |
| 107 | Корякино                 | деревня      | 8                                                                                          |
| 108 | Котлован                 | село         | 326                                                                                        |
| 109 | Крапивно                 | деревня      | 0                                                                                          |
| 110 | Красная Горка            | деревня      | 1                                                                                          |
| 111 | Красное                  | деревня      | 19                                                                                         |
| 112 | Красноселье              | деревня      | 1                                                                                          |
| 113 | Красный Май              | посёлок      | 26                                                                                         |
| 114 | Кузнечики                | деревня      | 0                                                                                          |
| 115 | Кузьминское              | деревня      | 224                                                                                        |
| 116 | Курово                   | деревня      | 109                                                                                        |
| 117 | Курьеваниха              | деревня      | 0                                                                                          |
| 118 | Лайково-Попово           | деревня      | 218                                                                                        |
| 119 | Лайково-Храповицкое      | деревня      | 13                                                                                         |
| 120 | Лебедиха                 | деревня      | 8                                                                                          |
| 121 | Леганок                  | хутор        | 1                                                                                          |
| 122 | Ледины                   | деревня      | 8                                                                                          |
| 123 | Липка                    | деревня      | 12                                                                                         |
| 124 | Липны                    | деревня      | 110                                                                                        |
| 125 | Липячи                   | деревня      | 11                                                                                         |
| 126 | Лишутино                 | деревня      | 1                                                                                          |
| 127 | Лоховское                | деревня      | 88                                                                                         |
| 128 | Лубенькино               | деревня      | 0                                                                                          |
| 129 | Лубеньковский            | посёлок      | 104                                                                                        |
| 130 | Лугинино                 | деревня      | 81                                                                                         |
| 131 | Макарово                 | деревня      | 0                                                                                          |
| 132 | Максимовское             | деревня      | 14                                                                                         |
| 133 | Максиха                  | деревня      | 35                                                                                         |
| 134 | Малая Званица            | деревня      | 9                                                                                          |
| 135 | Малец                    | деревня      | 35                                                                                         |
| 136 | Манихино                 | деревня      | 46                                                                                         |
| 137 | Мануйлово                | деревня      | 27                                                                                         |
| 138 | Мартусы                  | деревня      | 5                                                                                          |
| 139 | Марьино                  | деревня      | 1                                                                                          |
| 140 | Маслово                  | деревня      | 63                                                                                         |
| 141 | Мастино                  | деревня      | 56                                                                                         |
| 142 | Матренино                | деревня      | 0                                                                                          |
| 143 | Маяк                     | деревня      | 0                                                                                          |
| 144 | Микашиха                 | деревня      | 0                                                                                          |
| 145 | Милехино                 | деревня      | 1                                                                                          |
| 146 | Мининское                | деревня      | 1                                                                                          |
| 147 | Митронино                | деревня      | 5                                                                                          |
| 148 | Митрошино                | деревня      | 35                                                                                         |
| 149 | Михайлово                | деревня      | 126                                                                                        |
| 150 | Михайлово-Верескуновское | деревня      | 37                                                                                         |
| 151 | Михалево                 | деревня      | 22                                                                                         |
| 152 | Мишнево                  | деревня      | 202                                                                                        |
| 153 | Мишуги                   | деревня      | 23                                                                                         |
| 154 | Мишутино                 | деревня      | 0                                                                                          |
| 155 | Млево                    | деревня      | 27                                                                                         |
| 156 | Молдино                  | село         | 417                                                                                        |
| 157 | Моржевец                 | деревня      | 9                                                                                          |
| 158 | Мосты                    | деревня      | 32                                                                                         |
| 159 | Мотыли                   | деревня      | 1                                                                                          |
| 160 | Мста                     | посёлок      | 268                                                                                        |
| 161 | Мушино                   | деревня      | 75                                                                                         |
| 162 | Найденка                 | деревня      | 8                                                                                          |
| 163 | Никулкино                | деревня      | 56                                                                                         |
| 164 | Новково                  | деревня      | 56                                                                                         |
| 165 | Ново-Альфимово           | деревня      | 15                                                                                         |
| 166 | Ново-Еремково            | деревня      | 35                                                                                         |
| 167 | Ново-Кузьминское         | деревня      | 6                                                                                          |
| 168 | Новое Заречье            | деревня      | 1                                                                                          |
| 169 | Новоселье                | деревня      | 0                                                                                          |
| 170 | Ножкино                  | деревня      | 20                                                                                         |
| 171 | Оболтино                 | деревня      | 5                                                                                          |
| 172 | Овсяниково               | деревня      | 33                                                                                         |
| 173 | Озёра                    | деревня      | 64                                                                                         |
| 174 | Озерская Горка           | деревня      | 14                                                                                         |
| 175 | Ольховец                 | деревня      | 0                                                                                          |
| 176 | Оминово                  | деревня      | 0                                                                                          |
| 177 | Ондриково                | деревня      | 5                                                                                          |
| 178 | Остров                   | деревня      | 6                                                                                          |
| 179 | Островно                 | деревня      | 28                                                                                         |
| 180 | Очеп                     | деревня      | 1                                                                                          |
| 181 | Павлово                  | деревня      | 0                                                                                          |
| 182 | Пальцево                 | деревня      | 5                                                                                          |
| 183 | Пашнево                  | деревня      | 9                                                                                          |
| 184 | Пеньково                 | деревня      | 5                                                                                          |
| 185 | Перевоз                  | деревня      | 0                                                                                          |
| 186 | Перхово                  | деревня      | 11                                                                                         |
| 187 | Петрово                  | деревня      | 7                                                                                          |
| 188 | Погорелец                | деревня      | 1                                                                                          |
| 189 | Погорелец-Липенский      | деревня      | 0                                                                                          |
| 190 | Поддубье                 | деревня      | 6                                                                                          |
| 191 | Покровское               | деревня      | 22                                                                                         |
| 192 | Полукарпово              | деревня      | 10                                                                                         |
| 193 | Поляны                   | деревня      | 54                                                                                         |
| 194 | Попово                   | деревня      | 115                                                                                        |
| 195 | Попово-Еремковское       | деревня      | 1                                                                                          |
| 196 | Порожки                  | деревня      | 141                                                                                        |
| 197 | Речка                    | деревня      | 1                                                                                          |
| 198 | Ровени                   | деревня      | 8                                                                                          |
| 199 | Роднево                  | деревня      | 10                                                                                         |
| 200 | Родники                  | деревня      | 55                                                                                         |
| 201 | Рудеево                  | деревня      | 13                                                                                         |
| 202 | Рыжково                  | деревня      | 22                                                                                         |
| 203 | Ряд                      | деревня      | 578                                                                                        |
| 204 | Саминец                  | деревня      | 36                                                                                         |
| 205 | Самсоново                | деревня      | 0                                                                                          |
| 206 | Саниково                 | деревня      | 78                                                                                         |
| 207 | Свирка                   | деревня      | 13                                                                                         |
| 208 | Сельцо-Карельское        | деревня      | 48                                                                                         |
| 209 | Сергино                  | деревня      | 25                                                                                         |
| 210 | Сидорово                 | деревня      | 50                                                                                         |
| 211 | Сленково                 | деревня      | 37                                                                                         |
| 212 | Сменово                  | деревня      | 36                                                                                         |
| 213 | Снапугино                | деревня      | 10                                                                                         |
| 214 | Сорокино                 | деревня      | 12                                                                                         |
| 215 | Сосновица                | деревня      | 16                                                                                         |
| 216 | Стан                     | деревня      | 22                                                                                         |
| 217 | Старо-Альфимово          | деревня      | 0                                                                                          |
| 218 | Старое                   | деревня      | 41                                                                                         |
| 219 | Старое Захарово          | деревня      | 1                                                                                          |
| 220 | Старое Комарно           | деревня      | 0                                                                                          |
| 221 | Староселье               | деревня      | 42                                                                                         |
| 222 | Староселье-Липенское     | деревня      | 1                                                                                          |
| 223 | Стенецкое                | деревня      | 17                                                                                         |
| 224 | Сытино                   | деревня      | 42                                                                                         |
| 225 | Тараки                   | деревня      | 106                                                                                        |
| 226 | Тарасиха                 | деревня      | 1                                                                                          |
| 227 | Токариха                 | деревня      | 1                                                                                          |
| 228 | Тормосово-Комарно        | деревня      | 23                                                                                         |
| 229 | Торфяное                 | посёлок      | 21                                                                                         |
| 230 | Трестино                 | деревня      | 1                                                                                          |
| 231 | Троица                   | деревня      | 0                                                                                          |
| 232 | Трониха                  | хутор        | 0                                                                                          |
| 233 | Тупики                   | деревня      | 1                                                                                          |
| 234 | Удино                    | деревня      | 1                                                                                          |
| 235 | Удомля                   | город        | 25 950                                                                                     |
| 236 | Устье                    | деревня      | 20                                                                                         |
| 237 | Ушаково                  | деревня      | 10                                                                                         |
| 238 | Феднево                  | деревня      | 5                                                                                          |
| 239 | Федорково                | деревня      | 15                                                                                         |
| 240 | Феньково                 | деревня      | 0                                                                                          |
| 241 | Филиппково               | деревня      | 21                                                                                         |
| 242 | Филиппково-Липенское     | деревня      | 1                                                                                          |
| 243 | Фоминское                | деревня      | 14                                                                                         |
| 244 | Ханеево                  | деревня      | 1                                                                                          |
| 245 | Хвалово                  | деревня      | 12                                                                                         |
| 246 | Хларево                  | деревня      | 6                                                                                          |
| 247 | Хмельники                | деревня      | 0                                                                                          |
| 248 | Хотеново                 | деревня      | 1                                                                                          |
| 249 | Цветково                 | деревня      | 10                                                                                         |
| 250 | Черед                    | деревня      | 36                                                                                         |
| 251 | Шебанова Горка           | деревня      | Получено слишком много сущностей из Викиданные. Количество загруженных сущностей: 500/500. |
| 252 | Шебаново                 | деревня      | Получено слишком много сущностей из Викиданные. Количество загруженных сущностей: 500/500. |
| 253 | Шептуново                | деревня      | Получено слишком много сущностей из Викиданные. Количество загруженных сущностей: 500/500. |
| 254 | Шиболино                 | деревня      | Получено слишком много сущностей из Викиданные. Количество загруженных сущностей: 500/500. |
| 255 | Шишелово                 | деревня      | Получено слишком много сущностей из Викиданные. Количество загруженных сущностей: 500/500. |
| 256 | Щеберино                 | деревня      | Получено слишком много сущностей из Викиданные. Количество загруженных сущностей: 500/500. |
| 257 | Яковлево                 | деревня      | Получено слишком много сущностей из Викиданные. Количество загруженных сущностей: 500/500. |
| 258 | Ясная Поляна             | деревня      | Получено слишком много сущностей из Викиданные. Количество загруженных сущностей: 500/500. |

## Округа, образованные посёлками городского типа

### Оленинский муниципальный округ
| №   | Населённый пункт        | Тип              | Население                                                                                  |
| --- | ----------------------- | ---------------- | ------------------------------------------------------------------------------------------ |
| 1   | Адринная                | деревня          | Получено слишком много сущностей из Викиданные. Количество загруженных сущностей: 500/500. |
| 2   | Аканиково               | деревня          | Получено слишком много сущностей из Викиданные. Количество загруженных сущностей: 500/500. |
| 3   | Александровка           | деревня          | Получено слишком много сущностей из Викиданные. Количество загруженных сущностей: 500/500. |
| 4   | Александровка           | деревня          | Получено слишком много сущностей из Викиданные. Количество загруженных сущностей: 500/500. |
| 5   | Алферово                | деревня          | Получено слишком много сущностей из Викиданные. Количество загруженных сущностей: 500/500. |
| 6   | Артеменки               | деревня          | Получено слишком много сущностей из Викиданные. Количество загруженных сущностей: 500/500. |
| 7   | Бардуки                 | деревня          | Получено слишком много сущностей из Викиданные. Количество загруженных сущностей: 500/500. |
| 8   | Безобразово             | деревня          | Получено слишком много сущностей из Викиданные. Количество загруженных сущностей: 500/500. |
| 9   | Беликово                | деревня          | Получено слишком много сущностей из Викиданные. Количество загруженных сущностей: 500/500. |
| 10  | Белоусово               | деревня          | Получено слишком много сущностей из Викиданные. Количество загруженных сущностей: 500/500. |
| 11  | Береза                  | деревня          | Получено слишком много сущностей из Викиданные. Количество загруженных сущностей: 500/500. |
| 12  | Берёзка                 | деревня          | Получено слишком много сущностей из Викиданные. Количество загруженных сущностей: 500/500. |
| 13  | Березоваха              | деревня          | Получено слишком много сущностей из Викиданные. Количество загруженных сущностей: 500/500. |
| 14  | Бобровка                | деревня          | Получено слишком много сущностей из Викиданные. Количество загруженных сущностей: 500/500. |
| 15  | Боброво                 | деревня          | Получено слишком много сущностей из Викиданные. Количество загруженных сущностей: 500/500. |
| 16  | Бобыльщина              | деревня          | Получено слишком много сущностей из Викиданные. Количество загруженных сущностей: 500/500. |
| 17  | Богрова Дача            | деревня          | Получено слишком много сущностей из Викиданные. Количество загруженных сущностей: 500/500. |
| 18  | Болховка                | деревня          | Получено слишком много сущностей из Викиданные. Количество загруженных сущностей: 500/500. |
| 19  | Большая Каденка         | деревня          | Получено слишком много сущностей из Викиданные. Количество загруженных сущностей: 500/500. |
| 20  | Большая Кобыльщина      | деревня          | Получено слишком много сущностей из Викиданные. Количество загруженных сущностей: 500/500. |
| 21  | Большая Малявня         | деревня          | Получено слишком много сущностей из Викиданные. Количество загруженных сущностей: 500/500. |
| 22  | Большая Полденка        | деревня          | Получено слишком много сущностей из Викиданные. Количество загруженных сущностей: 500/500. |
| 23  | Большая Слотня          | деревня          | Получено слишком много сущностей из Викиданные. Количество загруженных сущностей: 500/500. |
| 24  | Большие Барсуки         | деревня          | Получено слишком много сущностей из Викиданные. Количество загруженных сущностей: 500/500. |
| 25  | Большие Бредники        | деревня          | Получено слишком много сущностей из Викиданные. Количество загруженных сущностей: 500/500. |
| 26  | Большое Уфалово         | деревня          | Получено слишком много сущностей из Викиданные. Количество загруженных сущностей: 500/500. |
| 27  | Борки                   | деревня          | Получено слишком много сущностей из Викиданные. Количество загруженных сущностей: 500/500. |
| 28  | Бортники                | деревня          | Получено слишком много сущностей из Викиданные. Количество загруженных сущностей: 500/500. |
| 29  | Борыгино                | деревня          | Получено слишком много сущностей из Викиданные. Количество загруженных сущностей: 500/500. |
| 30  | Бочково                 | деревня          | Получено слишком много сущностей из Викиданные. Количество загруженных сущностей: 500/500. |
| 31  | Боярщина                | деревня          | Получено слишком много сущностей из Викиданные. Количество загруженных сущностей: 500/500. |
| 32  | Бредоваха               | деревня          | Получено слишком много сущностей из Викиданные. Количество загруженных сущностей: 500/500. |
| 33  | Брюханово               | деревня          | Получено слишком много сущностей из Викиданные. Количество загруженных сущностей: 500/500. |
| 34  | Буглимы                 | деревня          | Получено слишком много сущностей из Викиданные. Количество загруженных сущностей: 500/500. |
| 35  | Буренки                 | деревня          | Получено слишком много сущностей из Викиданные. Количество загруженных сущностей: 500/500. |
| 36  | Бурцево                 | деревня          | Получено слишком много сущностей из Викиданные. Количество загруженных сущностей: 500/500. |
| 37  | Буцкино                 | деревня          | Получено слишком много сущностей из Викиданные. Количество загруженных сущностей: 500/500. |
| 38  | Быстрики                | деревня          | Получено слишком много сущностей из Викиданные. Количество загруженных сущностей: 500/500. |
| 39  | Васильки                | деревня          | Получено слишком много сущностей из Викиданные. Количество загруженных сущностей: 500/500. |
| 40  | Васильки                | деревня          | Получено слишком много сущностей из Викиданные. Количество загруженных сущностей: 500/500. |
| 41  | Васьково                | деревня          | Получено слишком много сущностей из Викиданные. Количество загруженных сущностей: 500/500. |
| 42  | Ваталино                | деревня          | Получено слишком много сущностей из Викиданные. Количество загруженных сущностей: 500/500. |
| 43  | Виловашки               | деревня          | Получено слишком много сущностей из Викиданные. Количество загруженных сущностей: 500/500. |
| 44  | Волково                 | деревня          | Получено слишком много сущностей из Викиданные. Количество загруженных сущностей: 500/500. |
| 45  | Волково                 | деревня          | Получено слишком много сущностей из Викиданные. Количество загруженных сущностей: 500/500. |
| 46  | Волково                 | деревня          | Получено слишком много сущностей из Викиданные. Количество загруженных сущностей: 500/500. |
| 47  | Волково                 | деревня          | Получено слишком много сущностей из Викиданные. Количество загруженных сущностей: 500/500. |
| 48  | Волово                  | деревня          | Получено слишком много сущностей из Викиданные. Количество загруженных сущностей: 500/500. |
| 49  | Воробьи                 | деревня          | Получено слишком много сущностей из Викиданные. Количество загруженных сущностей: 500/500. |
| 50  | Воронино                | деревня          | Получено слишком много сущностей из Викиданные. Количество загруженных сущностей: 500/500. |
| 51  | Воротьково              | деревня          | Получено слишком много сущностей из Викиданные. Количество загруженных сущностей: 500/500. |
| 52  | Высокое                 | деревня          | Получено слишком много сущностей из Викиданные. Количество загруженных сущностей: 500/500. |
| 53  | Высокое                 | деревня          | Получено слишком много сущностей из Викиданные. Количество загруженных сущностей: 500/500. |
| 54  | Высокое                 | деревня          | Получено слишком много сущностей из Викиданные. Количество загруженных сущностей: 500/500. |
| 55  | Вязоваха                | деревня          | Получено слишком много сущностей из Викиданные. Количество загруженных сущностей: 500/500. |
| 56  | Гавричка                | деревня          | Получено слишком много сущностей из Викиданные. Количество загруженных сущностей: 500/500. |
| 57  | Гарь                    | деревня          | Получено слишком много сущностей из Викиданные. Количество загруженных сущностей: 500/500. |
| 58  | Глазки                  | деревня          | Получено слишком много сущностей из Викиданные. Количество загруженных сущностей: 500/500. |
| 59  | Глазуново               | деревня          | Получено слишком много сущностей из Викиданные. Количество загруженных сущностей: 500/500. |
| 60  | Глинище                 | деревня          | Получено слишком много сущностей из Викиданные. Количество загруженных сущностей: 500/500. |
| 61  | Глиновка                | деревня          | Получено слишком много сущностей из Викиданные. Количество загруженных сущностей: 500/500. |
| 62  | Глыздино                | деревня          | Получено слишком много сущностей из Викиданные. Количество загруженных сущностей: 500/500. |
| 63  | Гончаровка              | деревня          | Получено слишком много сущностей из Викиданные. Количество загруженных сущностей: 500/500. |
| 64  | Гончарово               | деревня          | Получено слишком много сущностей из Викиданные. Количество загруженных сущностей: 500/500. |
| 65  | Горбуны                 | деревня          | Получено слишком много сущностей из Викиданные. Количество загруженных сущностей: 500/500. |
| 66  | Городок                 | деревня          | Получено слишком много сущностей из Викиданные. Количество загруженных сущностей: 500/500. |
| 67  | Грива                   | деревня          | Получено слишком много сущностей из Викиданные. Количество загруженных сущностей: 500/500. |
| 68  | Гришино                 | деревня          | Получено слишком много сущностей из Викиданные. Количество загруженных сущностей: 500/500. |
| 69  | Гришино                 | деревня          | Получено слишком много сущностей из Викиданные. Количество загруженных сущностей: 500/500. |
| 70  | Громовка                | деревня          | Получено слишком много сущностей из Викиданные. Количество загруженных сущностей: 500/500. |
| 71  | Гусево                  | деревня          | Получено слишком много сущностей из Викиданные. Количество загруженных сущностей: 500/500. |
| 72  | Двойни                  | деревня          | Получено слишком много сущностей из Викиданные. Количество загруженных сущностей: 500/500. |
| 73  | Добрынино               | деревня          | Получено слишком много сущностей из Викиданные. Количество загруженных сущностей: 500/500. |
| 74  | Долгиновка              | деревня          | Получено слишком много сущностей из Викиданные. Количество загруженных сущностей: 500/500. |
| 75  | Дорожно-Ремонтный Пункт | населённый пункт | Получено слишком много сущностей из Викиданные. Количество загруженных сущностей: 500/500. |
| 76  | Дружная                 | деревня          | Получено слишком много сущностей из Викиданные. Количество загруженных сущностей: 500/500. |
| 77  | Дубовик                 | деревня          | Получено слишком много сущностей из Викиданные. Количество загруженных сущностей: 500/500. |
| 78  | Дубровка                | деревня          | Получено слишком много сущностей из Викиданные. Количество загруженных сущностей: 500/500. |
| 79  | Екимово                 | деревня          | Получено слишком много сущностей из Викиданные. Количество загруженных сущностей: 500/500. |
| 80  | Елизарово               | деревня          | Получено слишком много сущностей из Викиданные. Количество загруженных сущностей: 500/500. |
| 81  | Елизарово-2             | деревня          | Получено слишком много сущностей из Викиданные. Количество загруженных сущностей: 500/500. |
| 82  | Жерносеково             | деревня          | Получено слишком много сущностей из Викиданные. Количество загруженных сущностей: 500/500. |
| 83  | Жуково                  | деревня          | Получено слишком много сущностей из Викиданные. Количество загруженных сущностей: 500/500. |
| 84  | Журавы                  | деревня          | Получено слишком много сущностей из Викиданные. Количество загруженных сущностей: 500/500. |
| 85  | Заборино                | деревня          | Получено слишком много сущностей из Викиданные. Количество загруженных сущностей: 500/500. |
| 86  | Заброды                 | деревня          | Получено слишком много сущностей из Викиданные. Количество загруженных сущностей: 500/500. |
| 87  | Завидово                | деревня          | Получено слишком много сущностей из Викиданные. Количество загруженных сущностей: 500/500. |
| 88  | Загвоздье               | деревня          | Получено слишком много сущностей из Викиданные. Количество загруженных сущностей: 500/500. |
| 89  | Заднево                 | деревня          | Получено слишком много сущностей из Викиданные. Количество загруженных сущностей: 500/500. |
| 90  | Зайцево                 | деревня          | Получено слишком много сущностей из Викиданные. Количество загруженных сущностей: 500/500. |
| 91  | Замошица                | деревня          | Получено слишком много сущностей из Викиданные. Количество загруженных сущностей: 500/500. |
| 92  | Замошица                | деревня          | Получено слишком много сущностей из Викиданные. Количество загруженных сущностей: 500/500. |
| 93  | Замошье                 | деревня          | Получено слишком много сущностей из Викиданные. Количество загруженных сущностей: 500/500. |
| 94  | Зелёное                 | деревня          | Получено слишком много сущностей из Викиданные. Количество загруженных сущностей: 500/500. |
| 95  | Зехино                  | деревня          | Получено слишком много сущностей из Викиданные. Количество загруженных сущностей: 500/500. |
| 96  | Знаменское              | село             | Получено слишком много сущностей из Викиданные. Количество загруженных сущностей: 500/500. |
| 97  | Зобово                  | деревня          | Получено слишком много сущностей из Викиданные. Количество загруженных сущностей: 500/500. |
| 98  | Зорино                  | деревня          | Получено слишком много сущностей из Викиданные. Количество загруженных сущностей: 500/500. |
| 99  | Зубовка                 | деревня          | Получено слишком много сущностей из Викиданные. Количество загруженных сущностей: 500/500. |
| 100 | Зуево                   | деревня          | Получено слишком много сущностей из Викиданные. Количество загруженных сущностей: 500/500. |
| 101 | Иванищево               | деревня          | Получено слишком много сущностей из Викиданные. Количество загруженных сущностей: 500/500. |
| 102 | Ивановка                | деревня          | Получено слишком много сущностей из Викиданные. Количество загруженных сущностей: 500/500. |
| 103 | Иванченки               | деревня          | Получено слишком много сущностей из Викиданные. Количество загруженных сущностей: 500/500. |
| 104 | Ильенки                 | деревня          | Получено слишком много сущностей из Викиданные. Количество загруженных сущностей: 500/500. |
| 105 | Ильмановка              | ж.д. разъезд     | Получено слишком много сущностей из Викиданные. Количество загруженных сущностей: 500/500. |
| 106 | Ильманово               | деревня          | Получено слишком много сущностей из Викиданные. Количество загруженных сущностей: 500/500. |
| 107 | Искрино                 | деревня          | Получено слишком много сущностей из Викиданные. Количество загруженных сущностей: 500/500. |
| 108 | Истопки                 | деревня          | Получено слишком много сущностей из Викиданные. Количество загруженных сущностей: 500/500. |
| 109 | Иструбы                 | деревня          | Получено слишком много сущностей из Викиданные. Количество загруженных сущностей: 500/500. |
| 110 | Казаково                | деревня          | Получено слишком много сущностей из Викиданные. Количество загруженных сущностей: 500/500. |
| 111 | Казаково                | деревня          | Получено слишком много сущностей из Викиданные. Количество загруженных сущностей: 500/500. |
| 112 | Калинино                | деревня          | Получено слишком много сущностей из Викиданные. Количество загруженных сущностей: 500/500. |
| 113 | Каменка                 | деревня          | Получено слишком много сущностей из Викиданные. Количество загруженных сущностей: 500/500. |
| 114 | Каменка                 | деревня          | Получено слишком много сущностей из Викиданные. Количество загруженных сущностей: 500/500. |
| 115 | Каменца                 | деревня          | Получено слишком много сущностей из Викиданные. Количество загруженных сущностей: 500/500. |
| 116 | Каменцы                 | деревня          | Получено слишком много сущностей из Викиданные. Количество загруженных сущностей: 500/500. |
| 117 | Канашкино               | деревня          | Получено слишком много сущностей из Викиданные. Количество загруженных сущностей: 500/500. |
| 118 | Карелино                | деревня          | Получено слишком много сущностей из Викиданные. Количество загруженных сущностей: 500/500. |
| 119 | Карелка                 | деревня          | Получено слишком много сущностей из Викиданные. Количество загруженных сущностей: 500/500. |
| 120 | Карзаново               | деревня          | Получено слишком много сущностей из Викиданные. Количество загруженных сущностей: 500/500. |
| 121 | Кашино                  | деревня          | Получено слишком много сущностей из Викиданные. Количество загруженных сущностей: 500/500. |
| 122 | Киселево                | деревня          | Получено слишком много сущностей из Викиданные. Количество загруженных сущностей: 500/500. |
| 123 | Климовка                | деревня          | Получено слишком много сущностей из Викиданные. Количество загруженных сущностей: 500/500. |
| 124 | Ключевня                | деревня          | Получено слишком много сущностей из Викиданные. Количество загруженных сущностей: 500/500. |
| 125 | Княжое                  | деревня          | Получено слишком много сущностей из Викиданные. Количество загруженных сущностей: 500/500. |
| 126 | Ковалево                | деревня          | Получено слишком много сущностей из Викиданные. Количество загруженных сущностей: 500/500. |
| 127 | Кожухово                | деревня          | Получено слишком много сущностей из Викиданные. Количество загруженных сущностей: 500/500. |
| 128 | Козинка                 | посёлок          | Получено слишком много сущностей из Викиданные. Количество загруженных сущностей: 500/500. |
| 129 | Козино                  | деревня          | Получено слишком много сущностей из Викиданные. Количество загруженных сущностей: 500/500. |
| 130 | Козино                  | деревня          | Получено слишком много сущностей из Викиданные. Количество загруженных сущностей: 500/500. |
| 131 | Козлы                   | деревня          | Получено слишком много сущностей из Викиданные. Количество загруженных сущностей: 500/500. |
| 132 | Колесниково             | деревня          | Получено слишком много сущностей из Викиданные. Количество загруженных сущностей: 500/500. |
| 133 | Комиссарово             | деревня          | Получено слишком много сущностей из Викиданные. Количество загруженных сущностей: 500/500. |
| 134 | Коротни                 | деревня          | Получено слишком много сущностей из Викиданные. Количество загруженных сущностей: 500/500. |
| 135 | Коршуны                 | деревня          | Получено слишком много сущностей из Викиданные. Количество загруженных сущностей: 500/500. |
| 136 | Кости                   | деревня          | Получено слишком много сущностей из Викиданные. Количество загруженных сущностей: 500/500. |
| 137 | Кострица                | деревня          | Получено слишком много сущностей из Викиданные. Количество загруженных сущностей: 500/500. |
| 138 | Кострово                | деревня          | Получено слишком много сущностей из Викиданные. Количество загруженных сущностей: 500/500. |
| 139 | Кострово                | деревня          | Получено слишком много сущностей из Викиданные. Количество загруженных сущностей: 500/500. |
| 140 | Косые                   | деревня          | Получено слишком много сущностей из Викиданные. Количество загруженных сущностей: 500/500. |
| 141 | Кулаковка               | деревня          | Получено слишком много сущностей из Викиданные. Количество загруженных сущностей: 500/500. |
| 142 | Кулаковка               | деревня          | Получено слишком много сущностей из Викиданные. Количество загруженных сущностей: 500/500. |
| 143 | Курчевские              | деревня          | Получено слишком много сущностей из Викиданные. Количество загруженных сущностей: 500/500. |
| 144 | Курьяновка              | деревня          | Получено слишком много сущностей из Викиданные. Количество загруженных сущностей: 500/500. |
| 145 | Кушкино                 | деревня          | Получено слишком много сущностей из Викиданные. Количество загруженных сущностей: 500/500. |
| 146 | Лаврово                 | деревня          | Получено слишком много сущностей из Викиданные. Количество загруженных сущностей: 500/500. |
| 147 | Ладыгино                | деревня          | Получено слишком много сущностей из Викиданные. Количество загруженных сущностей: 500/500. |
| 148 | Лазукино                | деревня          | Получено слишком много сущностей из Викиданные. Количество загруженных сущностей: 500/500. |
| 149 | Лапичино                | деревня          | Получено слишком много сущностей из Викиданные. Количество загруженных сущностей: 500/500. |
| 150 | Лежакино                | деревня          | Получено слишком много сущностей из Викиданные. Количество загруженных сущностей: 500/500. |
| 151 | Лезвино                 | деревня          | Получено слишком много сущностей из Викиданные. Количество загруженных сущностей: 500/500. |
| 152 | Леонова Гора            | деревня          | Получено слишком много сущностей из Викиданные. Количество загруженных сущностей: 500/500. |
| 153 | Леонтьево               | деревня          | Получено слишком много сущностей из Викиданные. Количество загруженных сущностей: 500/500. |
| 154 | Лески                   | деревня          | Получено слишком много сущностей из Викиданные. Количество загруженных сущностей: 500/500. |
| 155 | Лесниково               | деревня          | Получено слишком много сущностей из Викиданные. Количество загруженных сущностей: 500/500. |
| 156 | Лилюгино                | деревня          | Получено слишком много сущностей из Викиданные. Количество загруженных сущностей: 500/500. |
| 157 | Линея                   | деревня          | Получено слишком много сущностей из Викиданные. Количество загруженных сущностей: 500/500. |
| 158 | Линьково                | деревня          | Получено слишком много сущностей из Викиданные. Количество загруженных сущностей: 500/500. |
| 159 | Лисино                  | деревня          | Получено слишком много сущностей из Викиданные. Количество загруженных сущностей: 500/500. |
| 160 | Лисино                  | деревня          | Получено слишком много сущностей из Викиданные. Количество загруженных сущностей: 500/500. |
| 161 | Лисово                  | деревня          | Получено слишком много сущностей из Викиданные. Количество загруженных сущностей: 500/500. |
| 162 | Лобазово                | деревня          | Получено слишком много сущностей из Викиданные. Количество загруженных сущностей: 500/500. |
| 163 | Луни                    | деревня          | Получено слишком много сущностей из Викиданные. Количество загруженных сущностей: 500/500. |
| 164 | Лущихино                | деревня          | Получено слишком много сущностей из Викиданные. Количество загруженных сущностей: 500/500. |
| 165 | Лысята                  | деревня          | Получено слишком много сущностей из Викиданные. Количество загруженных сущностей: 500/500. |
| 166 | Лытница                 | деревня          | Получено слишком много сущностей из Викиданные. Количество загруженных сущностей: 500/500. |
| 167 | Лычево                  | деревня          | Получено слишком много сущностей из Викиданные. Количество загруженных сущностей: 500/500. |
| 168 | Любино                  | деревня          | Получено слишком много сущностей из Викиданные. Количество загруженных сущностей: 500/500. |
| 169 | Майково                 | деревня          | Получено слишком много сущностей из Викиданные. Количество загруженных сущностей: 500/500. |
| 170 | Макарово                | деревня          | Получено слишком много сущностей из Викиданные. Количество загруженных сущностей: 500/500. |
| 171 | Макарово                | деревня          | Получено слишком много сущностей из Викиданные. Количество загруженных сущностей: 500/500. |
| 172 | Малая Кобыльщина        | деревня          | Получено слишком много сущностей из Викиданные. Количество загруженных сущностей: 500/500. |
| 173 | Малая Малявня           | деревня          | Получено слишком много сущностей из Викиданные. Количество загруженных сущностей: 500/500. |
| 174 | Малая Полденка          | деревня          | Получено слишком много сущностей из Викиданные. Количество загруженных сущностей: 500/500. |
| 175 | Малая Слотня            | деревня          | Получено слишком много сущностей из Викиданные. Количество загруженных сущностей: 500/500. |
| 176 | Малое Уфалово           | деревня          | Получено слишком много сущностей из Викиданные. Количество загруженных сущностей: 500/500. |
| 177 | Малые Бредники          | деревня          | Получено слишком много сущностей из Викиданные. Количество загруженных сущностей: 500/500. |
| 178 | Мармузы                 | деревня          | Получено слишком много сущностей из Викиданные. Количество загруженных сущностей: 500/500. |
| 179 | Маслаково               | деревня          | Получено слишком много сущностей из Викиданные. Количество загруженных сущностей: 500/500. |
| 180 | Махерово                | деревня          | Получено слишком много сущностей из Викиданные. Количество загруженных сущностей: 500/500. |
| 181 | Махерово                | ж.д. разъезд     | Получено слишком много сущностей из Викиданные. Количество загруженных сущностей: 500/500. |
| 182 | Машутино                | деревня          | Получено слишком много сущностей из Викиданные. Количество загруженных сущностей: 500/500. |
| 183 | Медведица               | деревня          | Получено слишком много сущностей из Викиданные. Количество загруженных сущностей: 500/500. |
| 184 | Меженинка               | деревня          | Получено слишком много сущностей из Викиданные. Количество загруженных сущностей: 500/500. |
| 185 | Мешково                 | деревня          | Получено слишком много сущностей из Викиданные. Количество загруженных сущностей: 500/500. |
| 186 | Минино                  | деревня          | Получено слишком много сущностей из Викиданные. Количество загруженных сущностей: 500/500. |
| 187 | Минькино                | деревня          | Получено слишком много сущностей из Викиданные. Количество загруженных сущностей: 500/500. |
| 188 | Мирный                  | посёлок          | Получено слишком много сущностей из Викиданные. Количество загруженных сущностей: 500/500. |
| 189 | Михалкино               | деревня          | Получено слишком много сущностей из Викиданные. Количество загруженных сущностей: 500/500. |
| 190 | Мишуково                | деревня          | Получено слишком много сущностей из Викиданные. Количество загруженных сущностей: 500/500. |
| 191 | Можайка                 | деревня          | Получено слишком много сущностей из Викиданные. Количество загруженных сущностей: 500/500. |
| 192 | Молодой Туд             | село             | Получено слишком много сущностей из Викиданные. Количество загруженных сущностей: 500/500. |
| 193 | Морозово                | деревня          | Получено слишком много сущностей из Викиданные. Количество загруженных сущностей: 500/500. |
| 194 | Морщиково               | деревня          | Получено слишком много сущностей из Викиданные. Количество загруженных сущностей: 500/500. |
| 195 | Морщиково               | деревня          | Получено слишком много сущностей из Викиданные. Количество загруженных сущностей: 500/500. |
| 196 | Московка                | деревня          | Получено слишком много сущностей из Викиданные. Количество загруженных сущностей: 500/500. |
| 197 | Мостище                 | деревня          | Получено слишком много сущностей из Викиданные. Количество загруженных сущностей: 500/500. |
| 198 | Мостовая                | посёлок          | Получено слишком много сущностей из Викиданные. Количество загруженных сущностей: 500/500. |
| 199 | Моторино                | деревня          | Получено слишком много сущностей из Викиданные. Количество загруженных сущностей: 500/500. |
| 200 | Мотькино                | деревня          | Получено слишком много сущностей из Викиданные. Количество загруженных сущностей: 500/500. |
| 201 | Мясница                 | деревня          | Получено слишком много сущностей из Викиданные. Количество загруженных сущностей: 500/500. |
| 202 | Назарово                | деревня          | Получено слишком много сущностей из Викиданные. Количество загруженных сущностей: 500/500. |
| 203 | Нивы                    | деревня          | Получено слишком много сущностей из Викиданные. Количество загруженных сущностей: 500/500. |
| 204 | Никитино                | деревня          | Получено слишком много сущностей из Викиданные. Количество загруженных сущностей: 500/500. |
| 205 | Никулино                | деревня          | Получено слишком много сущностей из Викиданные. Количество загруженных сущностей: 500/500. |
| 206 | Новая                   | деревня          | Получено слишком много сущностей из Викиданные. Количество загруженных сущностей: 500/500. |
| 207 | Новая                   | деревня          | Получено слишком много сущностей из Викиданные. Количество загруженных сущностей: 500/500. |
| 208 | Новая                   | деревня          | Получено слишком много сущностей из Викиданные. Количество загруженных сущностей: 500/500. |
| 209 | Новинка                 | деревня          | Получено слишком много сущностей из Викиданные. Количество загруженных сущностей: 500/500. |
| 210 | Новоселки               | деревня          | Получено слишком много сущностей из Викиданные. Количество загруженных сущностей: 500/500. |
| 211 | Оболонная               | деревня          | Получено слишком много сущностей из Викиданные. Количество загруженных сущностей: 500/500. |
| 212 | Овинцы                  | деревня          | Получено слишком много сущностей из Викиданные. Количество загруженных сущностей: 500/500. |
| 213 | Овинцы                  | деревня          | Получено слишком много сущностей из Викиданные. Количество загруженных сущностей: 500/500. |
| 214 | Овчинки                 | деревня          | Получено слишком много сущностей из Викиданные. Количество загруженных сущностей: 500/500. |
| 215 | Оленино                 | пгт              | Получено слишком много сущностей из Викиданные. Количество загруженных сущностей: 500/500. |
| 216 | Оселки                  | деревня          | Получено слишком много сущностей из Викиданные. Количество загруженных сущностей: 500/500. |
| 217 | Отрадное                | деревня          | Получено слишком много сущностей из Викиданные. Количество загруженных сущностей: 500/500. |
| 218 | Падарки                 | деревня          | Получено слишком много сущностей из Викиданные. Количество загруженных сущностей: 500/500. |
| 219 | Палаткино               | деревня          | Получено слишком много сущностей из Викиданные. Количество загруженных сущностей: 500/500. |
| 220 | Парфеново               | деревня          | Получено слишком много сущностей из Викиданные. Количество загруженных сущностей: 500/500. |
| 221 | Пасино                  | деревня          | Получено слишком много сущностей из Викиданные. Количество загруженных сущностей: 500/500. |
| 222 | Пашкино                 | деревня          | Получено слишком много сущностей из Викиданные. Количество загруженных сущностей: 500/500. |
| 223 | Пенский                 | посёлок          | Получено слишком много сущностей из Викиданные. Количество загруженных сущностей: 500/500. |
| 224 | Пепелово                | деревня          | Получено слишком много сущностей из Викиданные. Количество загруженных сущностей: 500/500. |
| 225 | Первомайский            | посёлок          | Получено слишком много сущностей из Викиданные. Количество загруженных сущностей: 500/500. |
| 226 | Петрово                 | деревня          | Получено слишком много сущностей из Викиданные. Количество загруженных сущностей: 500/500. |
| 227 | Пласкуша                | деревня          | Получено слишком много сущностей из Викиданные. Количество загруженных сущностей: 500/500. |
| 228 | Плеханово               | деревня          | Получено слишком много сущностей из Викиданные. Количество загруженных сущностей: 500/500. |
| 229 | Плотки                  | деревня          | Получено слишком много сущностей из Викиданные. Количество загруженных сущностей: 500/500. |
| 230 | Плугино                 | деревня          | Получено слишком много сущностей из Викиданные. Количество загруженных сущностей: 500/500. |
| 231 | Подорваново             | деревня          | Получено слишком много сущностей из Викиданные. Количество загруженных сущностей: 500/500. |
| 232 | Подосинки               | деревня          | Получено слишком много сущностей из Викиданные. Количество загруженных сущностей: 500/500. |
| 233 | Поздняки                | деревня          | Получено слишком много сущностей из Викиданные. Количество загруженных сущностей: 500/500. |
| 234 | Покров                  | деревня          | Получено слишком много сущностей из Викиданные. Количество загруженных сущностей: 500/500. |
| 235 | Полтино                 | деревня          | Получено слишком много сущностей из Викиданные. Количество загруженных сущностей: 500/500. |
| 236 | Полторино               | деревня          | Получено слишком много сущностей из Викиданные. Количество загруженных сущностей: 500/500. |
| 237 | Появилово               | деревня          | Получено слишком много сущностей из Викиданные. Количество загруженных сущностей: 500/500. |
| 238 | Привалье                | деревня          | Получено слишком много сущностей из Викиданные. Количество загруженных сущностей: 500/500. |
| 239 | Приездово               | деревня          | Получено слишком много сущностей из Викиданные. Количество загруженных сущностей: 500/500. |
| 240 | Пробойка                | деревня          | Получено слишком много сущностей из Викиданные. Количество загруженных сущностей: 500/500. |
| 241 | Пустошка                | деревня          | Получено слишком много сущностей из Викиданные. Количество загруженных сущностей: 500/500. |
| 242 | Пустошка                | деревня          | Получено слишком много сущностей из Викиданные. Количество загруженных сущностей: 500/500. |
| 243 | Пустошка                | деревня          | Получено слишком много сущностей из Викиданные. Количество загруженных сущностей: 500/500. |
| 244 | Пустошка                | деревня          | Получено слишком много сущностей из Викиданные. Количество загруженных сущностей: 500/500. |
| 245 | Пустошка                | деревня          | Получено слишком много сущностей из Викиданные. Количество загруженных сущностей: 500/500. |
| 246 | Пустынька               | деревня          | Получено слишком много сущностей из Викиданные. Количество загруженных сущностей: 500/500. |
| 247 | Пустынька               | деревня          | Получено слишком много сущностей из Викиданные. Количество загруженных сущностей: 500/500. |
| 248 | Пыжи                    | деревня          | Получено слишком много сущностей из Викиданные. Количество загруженных сущностей: 500/500. |
| 249 | Рассказово              | деревня          | Получено слишком много сущностей из Викиданные. Количество загруженных сущностей: 500/500. |
| 250 | Ребры                   | деревня          | Получено слишком много сущностей из Викиданные. Количество загруженных сущностей: 500/500. |
| 251 | Ревоты                  | деревня          | Получено слишком много сущностей из Викиданные. Количество загруженных сущностей: 500/500. |
| 252 | Редькино                | деревня          | Получено слишком много сущностей из Викиданные. Количество загруженных сущностей: 500/500. |
| 253 | Репище                  | деревня          | Получено слишком много сущностей из Викиданные. Количество загруженных сущностей: 500/500. |
| 254 | Рогалево                | деревня          | Получено слишком много сущностей из Викиданные. Количество загруженных сущностей: 500/500. |
| 255 | Рогово                  | деревня          | Получено слишком много сущностей из Викиданные. Количество загруженных сущностей: 500/500. |
| 256 | Ройкино                 | деревня          | Получено слишком много сущностей из Викиданные. Количество загруженных сущностей: 500/500. |
| 257 | Романово                | деревня          | Получено слишком много сущностей из Викиданные. Количество загруженных сущностей: 500/500. |
| 258 | Ручьеваха               | деревня          | Получено слишком много сущностей из Викиданные. Количество загруженных сущностей: 500/500. |
| 259 | Рыжаевка                | деревня          | Получено слишком много сущностей из Викиданные. Количество загруженных сущностей: 500/500. |
| 260 | Савицкие                | деревня          | Получено слишком много сущностей из Викиданные. Количество загруженных сущностей: 500/500. |
| 261 | Сады                    | деревня          | Получено слишком много сущностей из Викиданные. Количество загруженных сущностей: 500/500. |
| 262 | Сазоново                | деревня          | Получено слишком много сущностей из Викиданные. Количество загруженных сущностей: 500/500. |
| 263 | Сальники                | деревня          | Получено слишком много сущностей из Викиданные. Количество загруженных сущностей: 500/500. |
| 264 | Саниково                | деревня          | Получено слишком много сущностей из Викиданные. Количество загруженных сущностей: 500/500. |
| 265 | Сахарово                | деревня          | Получено слишком много сущностей из Викиданные. Количество загруженных сущностей: 500/500. |
| 266 | Свисталово              | деревня          | Получено слишком много сущностей из Викиданные. Количество загруженных сущностей: 500/500. |
| 267 | Селишня                 | деревня          | Получено слишком много сущностей из Викиданные. Количество загруженных сущностей: 500/500. |
| 268 | Селишня                 | деревня          | Получено слишком много сущностей из Викиданные. Количество загруженных сущностей: 500/500. |
| 269 | Семирня                 | деревня          | Получено слишком много сущностей из Викиданные. Количество загруженных сущностей: 500/500. |
| 270 | Сидоркино               | деревня          | Получено слишком много сущностей из Викиданные. Количество загруженных сущностей: 500/500. |
| 271 | Сидорово                | деревня          | Получено слишком много сущностей из Викиданные. Количество загруженных сущностей: 500/500. |
| 272 | Слуки                   | деревня          | Получено слишком много сущностей из Викиданные. Количество загруженных сущностей: 500/500. |
| 273 | Соболево                | деревня          | Получено слишком много сущностей из Викиданные. Количество загруженных сущностей: 500/500. |
| 274 | Солнечное               | деревня          | Получено слишком много сущностей из Викиданные. Количество загруженных сущностей: 500/500. |
| 275 | Сонинка                 | деревня          | Получено слишком много сущностей из Викиданные. Количество загруженных сущностей: 500/500. |
| 276 | Сосновый Бор            | деревня          | Получено слишком много сущностей из Викиданные. Количество загруженных сущностей: 500/500. |
| 277 | Спас-Береза             | деревня          | Получено слишком много сущностей из Викиданные. Количество загруженных сущностей: 500/500. |
| 278 | Станки                  | деревня          | Получено слишком много сущностей из Викиданные. Количество загруженных сущностей: 500/500. |
| 279 | Староселье              | деревня          | Получено слишком много сущностей из Викиданные. Количество загруженных сущностей: 500/500. |
| 280 | Стогоново               | деревня          | Получено слишком много сущностей из Викиданные. Количество загруженных сущностей: 500/500. |
| 281 | Столбоваха              | деревня          | Получено слишком много сущностей из Викиданные. Количество загруженных сущностей: 500/500. |
| 282 | Ступенка                | деревня          | Получено слишком много сущностей из Викиданные. Количество загруженных сущностей: 500/500. |
| 283 | Суково                  | деревня          | Получено слишком много сущностей из Викиданные. Количество загруженных сущностей: 500/500. |
| 284 | Суханово                | деревня          | Получено слишком много сущностей из Викиданные. Количество загруженных сущностей: 500/500. |
| 285 | Талица                  | деревня          | Получено слишком много сущностей из Викиданные. Количество загруженных сущностей: 500/500. |
| 286 | Тарасово                | деревня          | Получено слишком много сущностей из Викиданные. Количество загруженных сущностей: 500/500. |
| 287 | Тарусы                  | деревня          | Получено слишком много сущностей из Викиданные. Количество загруженных сущностей: 500/500. |
| 288 | Тархово                 | деревня          | Получено слишком много сущностей из Викиданные. Количество загруженных сущностей: 500/500. |
| 289 | Татаринское Лесничество | населённый пункт | Получено слишком много сущностей из Викиданные. Количество загруженных сущностей: 500/500. |
| 290 | Татево                  | село             | Получено слишком много сущностей из Викиданные. Количество загруженных сущностей: 500/500. |
| 291 | Татищево                | деревня          | Получено слишком много сущностей из Викиданные. Количество загруженных сущностей: 500/500. |
| 292 | Татьево                 | деревня          | Получено слишком много сущностей из Викиданные. Количество загруженных сущностей: 500/500. |
| 293 | Татьянино               | деревня          | Получено слишком много сущностей из Викиданные. Количество загруженных сущностей: 500/500. |
| 294 | Тер-Гора                | деревня          | Получено слишком много сущностей из Викиданные. Количество загруженных сущностей: 500/500. |
| 295 | Тереховка               | деревня          | Получено слишком много сущностей из Викиданные. Количество загруженных сущностей: 500/500. |
| 296 | Тереховка               | деревня          | Получено слишком много сущностей из Викиданные. Количество загруженных сущностей: 500/500. |
| 297 | Тимохово                | деревня          | Получено слишком много сущностей из Викиданные. Количество загруженных сущностей: 500/500. |
| 298 | Тислино                 | деревня          | Получено слишком много сущностей из Викиданные. Количество загруженных сущностей: 500/500. |
| 299 | Тишнево                 | деревня          | Получено слишком много сущностей из Викиданные. Количество загруженных сущностей: 500/500. |
| 300 | Толкачевка              | деревня          | Получено слишком много сущностей из Викиданные. Количество загруженных сущностей: 500/500. |
| 301 | Толокново               | деревня          | Получено слишком много сущностей из Викиданные. Количество загруженных сущностей: 500/500. |
| 302 | Толстиково              | деревня          | Получено слишком много сущностей из Викиданные. Количество загруженных сущностей: 500/500. |
| 303 | Толстые                 | деревня          | Получено слишком много сущностей из Викиданные. Количество загруженных сущностей: 500/500. |
| 304 | Трамбицкие              | деревня          | Получено слишком много сущностей из Викиданные. Количество загруженных сущностей: 500/500. |
| 305 | Требески                | деревня          | Получено слишком много сущностей из Викиданные. Количество загруженных сущностей: 500/500. |
| 306 | Трепацкое               | деревня          | Получено слишком много сущностей из Викиданные. Количество загруженных сущностей: 500/500. |
| 307 | Трунаево                | деревня          | Получено слишком много сущностей из Викиданные. Количество загруженных сущностей: 500/500. |
| 308 | Тушино                  | деревня          | Получено слишком много сущностей из Викиданные. Количество загруженных сущностей: 500/500. |
| 309 | Улейки                  | деревня          | Получено слишком много сущностей из Викиданные. Количество загруженных сущностей: 500/500. |
| 310 | Упыри                   | деревня          | Получено слишком много сущностей из Викиданные. Количество загруженных сущностей: 500/500. |
| 311 | Урдом                   | деревня          | Получено слишком много сущностей из Викиданные. Количество загруженных сущностей: 500/500. |
| 312 | Фролово                 | деревня          | Получено слишком много сущностей из Викиданные. Количество загруженных сущностей: 500/500. |
| 313 | Хаванское               | деревня          | Получено слишком много сущностей из Викиданные. Количество загруженных сущностей: 500/500. |
| 314 | Халютино                | деревня          | Получено слишком много сущностей из Викиданные. Количество загруженных сущностей: 500/500. |
| 315 | Хлебники                | деревня          | Получено слишком много сущностей из Викиданные. Количество загруженных сущностей: 500/500. |
| 316 | Хлебники                | деревня          | Получено слишком много сущностей из Викиданные. Количество загруженных сущностей: 500/500. |
| 317 | Хмелевка                | деревня          | Получено слишком много сущностей из Викиданные. Количество загруженных сущностей: 500/500. |
| 318 | Хмелевка                | деревня          | Получено слишком много сущностей из Викиданные. Количество загруженных сущностей: 500/500. |
| 319 | Холм                    | деревня          | Получено слишком много сущностей из Викиданные. Количество загруженных сущностей: 500/500. |
| 320 | Холмец                  | деревня          | Получено слишком много сущностей из Викиданные. Количество загруженных сущностей: 500/500. |
| 321 | Холмина                 | деревня          | Получено слишком много сущностей из Викиданные. Количество загруженных сущностей: 500/500. |
| 322 | Цыганы                  | деревня          | Получено слишком много сущностей из Викиданные. Количество загруженных сущностей: 500/500. |
| 323 | Черёмушки               | посёлок          | Получено слишком много сущностей из Викиданные. Количество загруженных сущностей: 500/500. |
| 324 | Черносы                 | деревня          | Получено слишком много сущностей из Викиданные. Количество загруженных сущностей: 500/500. |
| 325 | Шадовка                 | деревня          | Получено слишком много сущностей из Викиданные. Количество загруженных сущностей: 500/500. |
| 326 | Шалаевка                | деревня          | Получено слишком много сущностей из Викиданные. Количество загруженных сущностей: 500/500. |
| 327 | Шарки                   | деревня          | Получено слишком много сущностей из Викиданные. Количество загруженных сущностей: 500/500. |
| 328 | Шарки                   | деревня          | Получено слишком много сущностей из Викиданные. Количество загруженных сущностей: 500/500. |
| 329 | Швецово                 | деревня          | Получено слишком много сущностей из Викиданные. Количество загруженных сущностей: 500/500. |
| 330 | Шеколово                | деревня          | Получено слишком много сущностей из Викиданные. Количество загруженных сущностей: 500/500. |
| 331 | Шиздерово               | деревня          | Получено слишком много сущностей из Викиданные. Количество загруженных сущностей: 500/500. |
| 332 | Шитики                  | деревня          | Получено слишком много сущностей из Викиданные. Количество загруженных сущностей: 500/500. |
| 333 | Шкалы                   | деревня          | Получено слишком много сущностей из Викиданные. Количество загруженных сущностей: 500/500. |
| 334 | Шмыки                   | деревня          | Получено слишком много сущностей из Викиданные. Количество загруженных сущностей: 500/500. |
| 335 | Шоптово                 | деревня          | Получено слишком много сущностей из Викиданные. Количество загруженных сущностей: 500/500. |
| 336 | Шоптово                 | деревня          | Получено слишком много сущностей из Викиданные. Количество загруженных сущностей: 500/500. |
| 337 | Шумиловка               | деревня          | Получено слишком много сущностей из Викиданные. Количество загруженных сущностей: 500/500. |
| 338 | Ягодино                 | деревня          | Получено слишком много сущностей из Викиданные. Количество загруженных сущностей: 500/500. |
| 339 | Ямное                   | деревня          | Получено слишком много сущностей из Викиданные. Количество загруженных сущностей: 500/500. |

### Пеновский муниципальный округ
| №   | Населённый пункт   | Тип              | Население                                                                                  |
| --- | ------------------ | ---------------- | ------------------------------------------------------------------------------------------ |
| 1   | Адворица           | деревня          | Получено слишком много сущностей из Викиданные. Количество загруженных сущностей: 500/500. |
| 2   | Астратово          | деревня          | Получено слишком много сущностей из Викиданные. Количество загруженных сущностей: 500/500. |
| 3   | Бдынь              | деревня          | Получено слишком много сущностей из Викиданные. Количество загруженных сущностей: 500/500. |
| 4   | Бервенец           | деревня          | Получено слишком много сущностей из Викиданные. Количество загруженных сущностей: 500/500. |
| 5   | Битуха             | деревня          | Получено слишком много сущностей из Викиданные. Количество загруженных сущностей: 500/500. |
| 6   | Бобовище           | деревня          | Получено слишком много сущностей из Викиданные. Количество загруженных сущностей: 500/500. |
| 7   | Большая Переволока | деревня          | Получено слишком много сущностей из Викиданные. Количество загруженных сущностей: 500/500. |
| 8   | Большой Бохот      | деревня          | Получено слишком много сущностей из Викиданные. Количество загруженных сущностей: 500/500. |
| 9   | Борки              | деревня          | Получено слишком много сущностей из Викиданные. Количество загруженных сущностей: 500/500. |
| 10  | Борки              | деревня          | Получено слишком много сущностей из Викиданные. Количество загруженных сущностей: 500/500. |
| 11  | Боровое            | деревня          | Получено слишком много сущностей из Викиданные. Количество загруженных сущностей: 500/500. |
| 12  | Бородино           | деревня          | Получено слишком много сущностей из Викиданные. Количество загруженных сущностей: 500/500. |
| 13  | Бурехино           | деревня          | Получено слишком много сущностей из Викиданные. Количество загруженных сущностей: 500/500. |
| 14  | Вально             | деревня          | Получено слишком много сущностей из Викиданные. Количество загруженных сущностей: 500/500. |
| 15  | Верхмарево         | деревня          | Получено слишком много сущностей из Викиданные. Количество загруженных сущностей: 500/500. |
| 16  | Ветожетка          | деревня          | Получено слишком много сущностей из Викиданные. Количество загруженных сущностей: 500/500. |
| 17  | Витьбино           | деревня          | Получено слишком много сущностей из Викиданные. Количество загруженных сущностей: 500/500. |
| 18  | Ворошилово         | село             | Получено слишком много сущностей из Викиданные. Количество загруженных сущностей: 500/500. |
| 19  | Вселуки            | деревня          | Получено слишком много сущностей из Викиданные. Количество загруженных сущностей: 500/500. |
| 20  | Гари               | деревня          | Получено слишком много сущностей из Викиданные. Количество загруженных сущностей: 500/500. |
| 21  | Гора               | деревня          | Получено слишком много сущностей из Викиданные. Количество загруженных сущностей: 500/500. |
| 22  | Гора Погорелицкая  | деревня          | Получено слишком много сущностей из Викиданные. Количество загруженных сущностей: 500/500. |
| 23  | Гора Сазонова      | деревня          | Получено слишком много сущностей из Викиданные. Количество загруженных сущностей: 500/500. |
| 24  | Горка              | деревня          | Получено слишком много сущностей из Викиданные. Количество загруженных сущностей: 500/500. |
| 25  | Горка              | деревня          | Получено слишком много сущностей из Викиданные. Количество загруженных сущностей: 500/500. |
| 26  | Горовастица        | деревня          | Получено слишком много сущностей из Викиданные. Количество загруженных сущностей: 500/500. |
| 27  | Городок            | деревня          | Получено слишком много сущностей из Викиданные. Количество загруженных сущностей: 500/500. |
| 28  | Грылево            | деревня          | Получено слишком много сущностей из Викиданные. Количество загруженных сущностей: 500/500. |
| 29  | Доброе             | деревня          | Получено слишком много сущностей из Викиданные. Количество загруженных сущностей: 500/500. |
| 30  | Ефремово           | деревня          | Получено слишком много сущностей из Викиданные. Количество загруженных сущностей: 500/500. |
| 31  | Жукопа             | посёлок          | Получено слишком много сущностей из Викиданные. Количество загруженных сущностей: 500/500. |
| 32  | Забелино           | деревня          | Получено слишком много сущностей из Викиданные. Количество загруженных сущностей: 500/500. |
| 33  | Заберечье          | деревня          | Получено слишком много сущностей из Викиданные. Количество загруженных сущностей: 500/500. |
| 34  | Заборовка          | деревня          | Получено слишком много сущностей из Викиданные. Количество загруженных сущностей: 500/500. |
| 35  | Заборовка          | деревня          | Получено слишком много сущностей из Викиданные. Количество загруженных сущностей: 500/500. |
| 36  | Заборье            | деревня          | Получено слишком много сущностей из Викиданные. Количество загруженных сущностей: 500/500. |
| 37  | Заборье            | деревня          | Получено слишком много сущностей из Викиданные. Количество загруженных сущностей: 500/500. |
| 38  | Загородечье        | деревня          | Получено слишком много сущностей из Викиданные. Количество загруженных сущностей: 500/500. |
| 39  | Заёво              | деревня          | Получено слишком много сущностей из Викиданные. Количество загруженных сущностей: 500/500. |
| 40  | Залозье            | деревня          | Получено слишком много сущностей из Викиданные. Количество загруженных сущностей: 500/500. |
| 41  | Залуковье          | деревня          | Получено слишком много сущностей из Викиданные. Количество загруженных сущностей: 500/500. |
| 42  | Заречье            | деревня          | Получено слишком много сущностей из Викиданные. Количество загруженных сущностей: 500/500. |
| 43  | Зароево            | деревня          | Получено слишком много сущностей из Викиданные. Количество загруженных сущностей: 500/500. |
| 44  | Заселица           | деревня          | Получено слишком много сущностей из Викиданные. Количество загруженных сущностей: 500/500. |
| 45  | Зимник             | посёлок          | Получено слишком много сущностей из Викиданные. Количество загруженных сущностей: 500/500. |
| 46  | Исполье            | деревня          | Получено слишком много сущностей из Викиданные. Количество загруженных сущностей: 500/500. |
| 47  | Калиновка          | деревня          | Получено слишком много сущностей из Викиданные. Количество загруженных сущностей: 500/500. |
| 48  | Карманькино        | деревня          | Получено слишком много сущностей из Викиданные. Количество загруженных сущностей: 500/500. |
| 49  | Квашнино           | деревня          | Получено слишком много сущностей из Викиданные. Количество загруженных сущностей: 500/500. |
| 50  | Кобенево           | деревня          | Получено слишком много сущностей из Викиданные. Количество загруженных сущностей: 500/500. |
| 51  | Колобово           | деревня          | Получено слишком много сущностей из Викиданные. Количество загруженных сущностей: 500/500. |
| 52  | Колпино            | деревня          | Получено слишком много сущностей из Викиданные. Количество загруженных сущностей: 500/500. |
| 53  | Колпино-1          | деревня          | Получено слишком много сущностей из Викиданные. Количество загруженных сущностей: 500/500. |
| 54  | Колпино-2          | деревня          | Получено слишком много сущностей из Викиданные. Количество загруженных сущностей: 500/500. |
| 55  | Корено-Бубново     | деревня          | Получено слишком много сущностей из Викиданные. Количество загруженных сущностей: 500/500. |
| 56  | Корено-Княжево     | деревня          | Получено слишком много сущностей из Викиданные. Количество загруженных сущностей: 500/500. |
| 57  | Косицкое           | деревня          | Получено слишком много сущностей из Викиданные. Количество загруженных сущностей: 500/500. |
| 58  | Красное Утро       | деревня          | Получено слишком много сущностей из Викиданные. Количество загруженных сущностей: 500/500. |
| 59  | Кривошеево         | деревня          | Получено слишком много сущностей из Викиданные. Количество загруженных сущностей: 500/500. |
| 60  | Крутик             | посёлок          | Получено слишком много сущностей из Викиданные. Количество загруженных сущностей: 500/500. |
| 61  | Кудь               | деревня          | Получено слишком много сущностей из Викиданные. Количество загруженных сущностей: 500/500. |
| 62  | Кузнечки           | деревня          | Получено слишком много сущностей из Викиданные. Количество загруженных сущностей: 500/500. |
| 63  | Лаврово            | деревня          | Получено слишком много сущностей из Викиданные. Количество загруженных сущностей: 500/500. |
| 64  | Лауга              | деревня          | Получено слишком много сущностей из Викиданные. Количество загруженных сущностей: 500/500. |
| 65  | Лебедево           | деревня          | Получено слишком много сущностей из Викиданные. Количество загруженных сущностей: 500/500. |
| 66  | Лопатино           | деревня          | Получено слишком много сущностей из Викиданные. Количество загруженных сущностей: 500/500. |
| 67  | Лугово             | деревня          | Получено слишком много сущностей из Викиданные. Количество загруженных сущностей: 500/500. |
| 68  | Ляды               | деревня          | Получено слишком много сущностей из Викиданные. Количество загруженных сущностей: 500/500. |
| 69  | Макарово           | деревня          | Получено слишком много сущностей из Викиданные. Количество загруженных сущностей: 500/500. |
| 70  | Малая Переволока   | деревня          | Получено слишком много сущностей из Викиданные. Количество загруженных сущностей: 500/500. |
| 71  | Малый Бохот        | деревня          | Получено слишком много сущностей из Викиданные. Количество загруженных сущностей: 500/500. |
| 72  | Мариница           | деревня          | Получено слишком много сущностей из Викиданные. Количество загруженных сущностей: 500/500. |
| 73  | Мизиново           | деревня          | Получено слишком много сущностей из Викиданные. Количество загруженных сущностей: 500/500. |
| 74  | Минькино           | деревня          | Получено слишком много сущностей из Викиданные. Количество загруженных сущностей: 500/500. |
| 75  | Митино             | деревня          | Получено слишком много сущностей из Викиданные. Количество загруженных сущностей: 500/500. |
| 76  | Михайлово          | деревня          | Получено слишком много сущностей из Викиданные. Количество загруженных сущностей: 500/500. |
| 77  | Москва             | деревня          | Получено слишком много сущностей из Викиданные. Количество загруженных сущностей: 500/500. |
| 78  | Мосты              | деревня          | Получено слишком много сущностей из Викиданные. Количество загруженных сущностей: 500/500. |
| 79  | Мошары             | деревня          | Получено слишком много сущностей из Викиданные. Количество загруженных сущностей: 500/500. |
| 80  | Нелегино           | деревня          | Получено слишком много сущностей из Викиданные. Количество загруженных сущностей: 500/500. |
| 81  | Нечаевщина         | деревня          | Получено слишком много сущностей из Викиданные. Количество загруженных сущностей: 500/500. |
| 82  | Новинка            | деревня          | Получено слишком много сущностей из Викиданные. Количество загруженных сущностей: 500/500. |
| 83  | Новоселок          | деревня          | Получено слишком много сущностей из Викиданные. Количество загруженных сущностей: 500/500. |
| 84  | Новоселье          | деревня          | Получено слишком много сущностей из Викиданные. Количество загруженных сущностей: 500/500. |
| 85  | Новоселье          | деревня          | Получено слишком много сущностей из Викиданные. Количество загруженных сущностей: 500/500. |
| 86  | Озерцы             | деревня          | Получено слишком много сущностей из Викиданные. Количество загруженных сущностей: 500/500. |
| 87  | Октябрьское        | деревня          | Получено слишком много сущностей из Викиданные. Количество загруженных сущностей: 500/500. |
| 88  | Олений Рог-1       | деревня          | Получено слишком много сущностей из Викиданные. Количество загруженных сущностей: 500/500. |
| 89  | Олений Рог-2       | деревня          | Получено слишком много сущностей из Викиданные. Количество загруженных сущностей: 500/500. |
| 90  | Олисово            | деревня          | Получено слишком много сущностей из Викиданные. Количество загруженных сущностей: 500/500. |
| 91  | Орлинка            | деревня          | Получено слишком много сущностей из Викиданные. Количество загруженных сущностей: 500/500. |
| 92  | Орлово             | деревня          | Получено слишком много сущностей из Викиданные. Количество загруженных сущностей: 500/500. |
| 93  | Осечно             | деревня          | Получено слишком много сущностей из Викиданные. Количество загруженных сущностей: 500/500. |
| 94  | Отонец             | деревня          | Получено слишком много сущностей из Викиданные. Количество загруженных сущностей: 500/500. |
| 95  | Охват              | посёлок          | Получено слишком много сущностей из Викиданные. Количество загруженных сущностей: 500/500. |
| 96  | Павлиха            | деревня          | Получено слишком много сущностей из Викиданные. Количество загруженных сущностей: 500/500. |
| 97  | Пено               | пгт              | Получено слишком много сущностей из Викиданные. Количество загруженных сущностей: 500/500. |
| 98  | Переволока         | деревня          | Получено слишком много сущностей из Викиданные. Количество загруженных сущностей: 500/500. |
| 99  | Перелаз            | деревня          | Получено слишком много сущностей из Викиданные. Количество загруженных сущностей: 500/500. |
| 100 | Переходовец        | деревня          | Получено слишком много сущностей из Викиданные. Количество загруженных сущностей: 500/500. |
| 101 | Петрово            | деревня          | Получено слишком много сущностей из Викиданные. Количество загруженных сущностей: 500/500. |
| 102 | Плоское            | деревня          | Получено слишком много сущностей из Викиданные. Количество загруженных сущностей: 500/500. |
| 103 | Погорелица         | деревня          | Получено слишком много сущностей из Викиданные. Количество загруженных сущностей: 500/500. |
| 104 | Подлядье           | деревня          | Получено слишком много сущностей из Викиданные. Количество загруженных сущностей: 500/500. |
| 105 | Полово             | деревня          | Получено слишком много сущностей из Викиданные. Количество загруженных сущностей: 500/500. |
| 106 | Поляны             | деревня          | Получено слишком много сущностей из Викиданные. Количество загруженных сущностей: 500/500. |
| 107 | Потапово           | деревня          | Получено слишком много сущностей из Викиданные. Количество загруженных сущностей: 500/500. |
| 108 | Починок            | деревня          | Получено слишком много сущностей из Викиданные. Количество загруженных сущностей: 500/500. |
| 109 | Пустошка-1         | деревня          | Получено слишком много сущностей из Викиданные. Количество загруженных сущностей: 500/500. |
| 110 | Пустошка-2         | деревня          | Получено слишком много сущностей из Викиданные. Количество загруженных сущностей: 500/500. |
| 111 | Пятыгино           | деревня          | Получено слишком много сущностей из Викиданные. Количество загруженных сущностей: 500/500. |
| 112 | Руно               | деревня          | Получено слишком много сущностей из Викиданные. Количество загруженных сущностей: 500/500. |
| 113 | Рунский            | посёлок          | Получено слишком много сущностей из Викиданные. Количество загруженных сущностей: 500/500. |
| 114 | Рябкино            | деревня          | Получено слишком много сущностей из Викиданные. Количество загруженных сущностей: 500/500. |
| 115 | Селехово           | деревня          | Получено слишком много сущностей из Викиданные. Количество загруженных сущностей: 500/500. |
| 116 | Семченки           | деревня          | Получено слишком много сущностей из Викиданные. Количество загруженных сущностей: 500/500. |
| 117 | Сергеево           | деревня          | Получено слишком много сущностей из Викиданные. Количество загруженных сущностей: 500/500. |
| 118 | Серёдка            | деревня          | Получено слишком много сущностей из Викиданные. Количество загруженных сущностей: 500/500. |
| 119 | Синцово            | деревня          | Получено слишком много сущностей из Викиданные. Количество загруженных сущностей: 500/500. |
| 120 | Слаутино           | деревня          | Получено слишком много сущностей из Викиданные. Количество загруженных сущностей: 500/500. |
| 121 | Соблаго            | посёлок          | Получено слишком много сущностей из Викиданные. Количество загруженных сущностей: 500/500. |
| 122 | Старина            | деревня          | Получено слишком много сущностей из Викиданные. Количество загруженных сущностей: 500/500. |
| 123 | Старое             | деревня          | Получено слишком много сущностей из Викиданные. Количество загруженных сущностей: 500/500. |
| 124 | Суханы             | деревня          | Получено слишком много сущностей из Викиданные. Количество загруженных сущностей: 500/500. |
| 125 | Суходол            | деревня          | Получено слишком много сущностей из Викиданные. Количество загруженных сущностей: 500/500. |
| 126 | Теплень            | деревня          | Получено слишком много сущностей из Викиданные. Количество загруженных сущностей: 500/500. |
| 127 | Тивиково           | деревня          | Получено слишком много сущностей из Викиданные. Количество загруженных сущностей: 500/500. |
| 128 | Тимохино           | деревня          | Получено слишком много сущностей из Викиданные. Количество загруженных сущностей: 500/500. |
| 129 | Торг               | деревня          | Получено слишком много сущностей из Викиданные. Количество загруженных сущностей: 500/500. |
| 130 | Тростянка          | деревня          | Получено слишком много сущностей из Викиданные. Количество загруженных сущностей: 500/500. |
| 131 | Турбаза «Орлинка»  | населённый пункт | Получено слишком много сущностей из Викиданные. Количество загруженных сущностей: 500/500. |
| 132 | Холм               | деревня          | Получено слишком много сущностей из Викиданные. Количество загруженных сущностей: 500/500. |
| 133 | Цалпаны            | деревня          | Получено слишком много сущностей из Викиданные. Количество загруженных сущностей: 500/500. |
| 134 | Череты             | деревня          | Получено слишком много сущностей из Викиданные. Количество загруженных сущностей: 500/500. |
| 135 | Ширково            | село             | Получено слишком много сущностей из Викиданные. Количество загруженных сущностей: 500/500. |
| 136 | Щеверево           | деревня          | Получено слишком много сущностей из Викиданные. Количество загруженных сущностей: 500/500. |

### Рамешковский муниципальный округ
| №   | Населённый пункт | Тип     | Население                                                                                  |
| --- | ---------------- | ------- | ------------------------------------------------------------------------------------------ |
| 1   | Абакумово        | деревня | Получено слишком много сущностей из Викиданные. Количество загруженных сущностей: 500/500. |
| 2   | Агафониха        | деревня | Получено слишком много сущностей из Викиданные. Количество загруженных сущностей: 500/500. |
| 3   | Акулово          | деревня | Получено слишком много сущностей из Викиданные. Количество загруженных сущностей: 500/500. |
| 4   | Александрово     | деревня | Получено слишком много сущностей из Викиданные. Количество загруженных сущностей: 500/500. |
| 5   | Александрово     | деревня | Получено слишком много сущностей из Викиданные. Количество загруженных сущностей: 500/500. |
| 6   | Алексеевское     | деревня | Получено слишком много сущностей из Викиданные. Количество загруженных сущностей: 500/500. |
| 7   | Алёшино          | деревня | Получено слишком много сущностей из Викиданные. Количество загруженных сущностей: 500/500. |
| 8   | Алхимково        | деревня | Получено слишком много сущностей из Викиданные. Количество загруженных сущностей: 500/500. |
| 9   | Андреевское      | село    | Получено слишком много сущностей из Викиданные. Количество загруженных сущностей: 500/500. |
| 10  | Афатово          | деревня | Получено слишком много сущностей из Викиданные. Количество загруженных сущностей: 500/500. |
| 11  | Бабаиха          | деревня | Получено слишком много сущностей из Викиданные. Количество загруженных сущностей: 500/500. |
| 12  | Бакшино          | деревня | Получено слишком много сущностей из Викиданные. Количество загруженных сущностей: 500/500. |
| 13  | Баскаки          | деревня | Получено слишком много сущностей из Викиданные. Количество загруженных сущностей: 500/500. |
| 14  | Бахарево         | деревня | Получено слишком много сущностей из Викиданные. Количество загруженных сущностей: 500/500. |
| 15  | Беляево          | деревня | Получено слишком много сущностей из Викиданные. Количество загруженных сущностей: 500/500. |
| 16  | Берег            | деревня | Получено слишком много сущностей из Викиданные. Количество загруженных сущностей: 500/500. |
| 17  | Бережок          | деревня | Получено слишком много сущностей из Викиданные. Количество загруженных сущностей: 500/500. |
| 18  | Березняки        | деревня | Получено слишком много сущностей из Викиданные. Количество загруженных сущностей: 500/500. |
| 19  | Березовец        | деревня | Получено слишком много сущностей из Викиданные. Количество загруженных сущностей: 500/500. |
| 20  | Берковщина       | деревня | Получено слишком много сущностей из Викиданные. Количество загруженных сущностей: 500/500. |
| 21  | Блуди            | деревня | Получено слишком много сущностей из Викиданные. Количество загруженных сущностей: 500/500. |
| 22  | Боброво          | деревня | Получено слишком много сущностей из Викиданные. Количество загруженных сущностей: 500/500. |
| 23  | Богатырёво       | деревня | Получено слишком много сущностей из Викиданные. Количество загруженных сущностей: 500/500. |
| 24  | Большая Горка    | деревня | Получено слишком много сущностей из Викиданные. Количество загруженных сущностей: 500/500. |
| 25  | Большуха         | деревня | Получено слишком много сущностей из Викиданные. Количество загруженных сущностей: 500/500. |
| 26  | Борки            | деревня | Получено слишком много сущностей из Викиданные. Количество загруженных сущностей: 500/500. |
| 27  | Борутино         | деревня | Получено слишком много сущностей из Викиданные. Количество загруженных сущностей: 500/500. |
| 28  | Броды            | деревня | Получено слишком много сущностей из Викиданные. Количество загруженных сущностей: 500/500. |
| 29  | Буйлово          | село    | Получено слишком много сущностей из Викиданные. Количество загруженных сущностей: 500/500. |
| 30  | Буланово         | деревня | Получено слишком много сущностей из Викиданные. Количество загруженных сущностей: 500/500. |
| 31  | Бурцевы Горы     | деревня | Получено слишком много сущностей из Викиданные. Количество загруженных сущностей: 500/500. |
| 32  | Буславец         | деревня | Получено слишком много сущностей из Викиданные. Количество загруженных сущностей: 500/500. |
| 33  | Бухлово          | деревня | Получено слишком много сущностей из Викиданные. Количество загруженных сущностей: 500/500. |
| 34  | Быково           | деревня | Получено слишком много сущностей из Викиданные. Количество загруженных сущностей: 500/500. |
| 35  | Васильев Двор    | деревня | Получено слишком много сущностей из Викиданные. Количество загруженных сущностей: 500/500. |
| 36  | Васильки         | деревня | Получено слишком много сущностей из Викиданные. Количество загруженных сущностей: 500/500. |
| 37  | Васьки           | деревня | Получено слишком много сущностей из Викиданные. Количество загруженных сущностей: 500/500. |
| 38  | Ведное           | село    | Получено слишком много сущностей из Викиданные. Количество загруженных сущностей: 500/500. |
| 39  | Вельшино         | деревня | Получено слишком много сущностей из Викиданные. Количество загруженных сущностей: 500/500. |
| 40  | Вересково        | деревня | Получено слишком много сущностей из Викиданные. Количество загруженных сущностей: 500/500. |
| 41  | Вилово           | деревня | Получено слишком много сущностей из Викиданные. Количество загруженных сущностей: 500/500. |
| 42  | Вильяшево        | деревня | Получено слишком много сущностей из Викиданные. Количество загруженных сущностей: 500/500. |
| 43  | Власиха          | деревня | Получено слишком много сущностей из Викиданные. Количество загруженных сущностей: 500/500. |
| 44  | Волково          | деревня | Получено слишком много сущностей из Викиданные. Количество загруженных сущностей: 500/500. |
| 45  | Волосково        | деревня | Получено слишком много сущностей из Викиданные. Количество загруженных сущностей: 500/500. |
| 46  | Волхово          | деревня | Получено слишком много сущностей из Викиданные. Количество загруженных сущностей: 500/500. |
| 47  | Воротилово       | деревня | Получено слишком много сущностей из Викиданные. Количество загруженных сущностей: 500/500. |
| 48  | Воротнево        | деревня | Получено слишком много сущностей из Викиданные. Количество загруженных сущностей: 500/500. |
| 49  | Ворохобино       | деревня | Получено слишком много сущностей из Викиданные. Количество загруженных сущностей: 500/500. |
| 50  | Высоково         | деревня | Получено слишком много сущностей из Викиданные. Количество загруженных сущностей: 500/500. |
| 51  | Вышино           | деревня | Получено слишком много сущностей из Викиданные. Количество загруженных сущностей: 500/500. |
| 52  | Георгиевское     | село    | Получено слишком много сущностей из Викиданные. Количество загруженных сущностей: 500/500. |
| 53  | Гнездилово       | деревня | Получено слишком много сущностей из Викиданные. Количество загруженных сущностей: 500/500. |
| 54  | Гоголиха         | деревня | Получено слишком много сущностей из Викиданные. Количество загруженных сущностей: 500/500. |
| 55  | Гордеиха         | деревня | Получено слишком много сущностей из Викиданные. Количество загруженных сущностей: 500/500. |
| 56  | Горка            | деревня | Получено слишком много сущностей из Викиданные. Количество загруженных сущностей: 500/500. |
| 57  | Горка            | деревня | Получено слишком много сущностей из Викиданные. Количество загруженных сущностей: 500/500. |
| 58  | Горка            | деревня | Получено слишком много сущностей из Викиданные. Количество загруженных сущностей: 500/500. |
| 59  | Горка Ленина     | деревня | Получено слишком много сущностей из Викиданные. Количество загруженных сущностей: 500/500. |
| 60  | Горка Урицкого   | деревня | Получено слишком много сущностей из Викиданные. Количество загруженных сущностей: 500/500. |
| 61  | Городковский     | посёлок | Получено слишком много сущностей из Викиданные. Количество загруженных сущностей: 500/500. |
| 62  | Городня          | деревня | Получено слишком много сущностей из Викиданные. Количество загруженных сущностей: 500/500. |
| 63  | Городок          | деревня | Получено слишком много сущностей из Викиданные. Количество загруженных сущностей: 500/500. |
| 64  | Горолысово       | деревня | Получено слишком много сущностей из Викиданные. Количество загруженных сущностей: 500/500. |
| 65  | Григорково       | деревня | Получено слишком много сущностей из Викиданные. Количество загруженных сущностей: 500/500. |
| 66  | Григорово        | деревня | Получено слишком много сущностей из Викиданные. Количество загруженных сущностей: 500/500. |
| 67  | Григорово        | деревня | Получено слишком много сущностей из Викиданные. Количество загруженных сущностей: 500/500. |
| 68  | Григорово        | деревня | Получено слишком много сущностей из Викиданные. Количество загруженных сущностей: 500/500. |
| 69  | Далеки           | деревня | Получено слишком много сущностей из Викиданные. Количество загруженных сущностей: 500/500. |
| 70  | Денесьево        | деревня | Получено слишком много сущностей из Викиданные. Количество загруженных сущностей: 500/500. |
| 71  | Денисово         | деревня | Получено слишком много сущностей из Викиданные. Количество загруженных сущностей: 500/500. |
| 72  | Десятильники     | деревня | Получено слишком много сущностей из Викиданные. Количество загруженных сущностей: 500/500. |
| 73  | Диево            | село    | Получено слишком много сущностей из Викиданные. Количество загруженных сущностей: 500/500. |
| 74  | Дмитровка        | деревня | Получено слишком много сущностей из Викиданные. Количество загруженных сущностей: 500/500. |
| 75  | Дуброво          | деревня | Получено слишком много сущностей из Викиданные. Количество загруженных сущностей: 500/500. |
| 76  | Дуброво          | деревня | Получено слишком много сущностей из Викиданные. Количество загруженных сущностей: 500/500. |
| 77  | Дудинец          | деревня | Получено слишком много сущностей из Викиданные. Количество загруженных сущностей: 500/500. |
| 78  | Дуловское        | деревня | Получено слишком много сущностей из Викиданные. Количество загруженных сущностей: 500/500. |
| 79  | Дьяково          | деревня | Получено слишком много сущностей из Викиданные. Количество загруженных сущностей: 500/500. |
| 80  | Емельяниха       | деревня | Получено слишком много сущностей из Викиданные. Количество загруженных сущностей: 500/500. |
| 81  | Ершиха           | деревня | Получено слишком много сущностей из Викиданные. Количество загруженных сущностей: 500/500. |
| 82  | Ефремово         | деревня | Получено слишком много сущностей из Викиданные. Количество загруженных сущностей: 500/500. |
| 83  | Железово         | деревня | Получено слишком много сущностей из Викиданные. Количество загруженных сущностей: 500/500. |
| 84  | Железово         | деревня | Получено слишком много сущностей из Викиданные. Количество загруженных сущностей: 500/500. |
| 85  | Желниха          | деревня | Получено слишком много сущностей из Викиданные. Количество загруженных сущностей: 500/500. |
| 86  | Жирославка       | деревня | Получено слишком много сущностей из Викиданные. Количество загруженных сущностей: 500/500. |
| 87  | Жихино           | деревня | Получено слишком много сущностей из Викиданные. Количество загруженных сущностей: 500/500. |
| 88  | Жихнево          | деревня | Получено слишком много сущностей из Викиданные. Количество загруженных сущностей: 500/500. |
| 89  | Заклинье         | село    | Получено слишком много сущностей из Викиданные. Количество загруженных сущностей: 500/500. |
| 90  | Залесье          | деревня | Получено слишком много сущностей из Викиданные. Количество загруженных сущностей: 500/500. |
| 91  | Замытье          | село    | Получено слишком много сущностей из Викиданные. Количество загруженных сущностей: 500/500. |
| 92  | Заполье          | деревня | Получено слишком много сущностей из Викиданные. Количество загруженных сущностей: 500/500. |
| 93  | Заречье          | деревня | Получено слишком много сущностей из Викиданные. Количество загруженных сущностей: 500/500. |
| 94  | Заручье          | деревня | Получено слишком много сущностей из Викиданные. Количество загруженных сущностей: 500/500. |
| 95  | Заручье          | деревня | Получено слишком много сущностей из Викиданные. Количество загруженных сущностей: 500/500. |
| 96  | Заручье          | деревня | Получено слишком много сущностей из Викиданные. Количество загруженных сущностей: 500/500. |
| 97  | Заря             | деревня | Получено слишком много сущностей из Викиданные. Количество загруженных сущностей: 500/500. |
| 98  | Засколье         | деревня | Получено слишком много сущностей из Викиданные. Количество загруженных сущностей: 500/500. |
| 99  | Застолбье        | село    | Получено слишком много сущностей из Викиданные. Количество загруженных сущностей: 500/500. |
| 100 | Захарьино        | деревня | Получено слишком много сущностей из Викиданные. Количество загруженных сущностей: 500/500. |
| 101 | Знаменка         | деревня | Получено слишком много сущностей из Викиданные. Количество загруженных сущностей: 500/500. |
| 102 | Зубцово          | деревня | Получено слишком много сущностей из Викиданные. Количество загруженных сущностей: 500/500. |
| 103 | Ивановское       | село    | Получено слишком много сущностей из Викиданные. Количество загруженных сущностей: 500/500. |
| 104 | Иванцево         | деревня | Получено слишком много сущностей из Викиданные. Количество загруженных сущностей: 500/500. |
| 105 | Иваньково        | деревня | Получено слишком много сущностей из Викиданные. Количество загруженных сущностей: 500/500. |
| 106 | Ивица            | деревня | Получено слишком много сущностей из Викиданные. Количество загруженных сущностей: 500/500. |
| 107 | Ивишино          | деревня | Получено слишком много сущностей из Викиданные. Количество загруженных сущностей: 500/500. |
| 108 | Иевлево          | деревня | Получено слишком много сущностей из Викиданные. Количество загруженных сущностей: 500/500. |
| 109 | Иевлево          | деревня | Получено слишком много сущностей из Викиданные. Количество загруженных сущностей: 500/500. |
| 110 | Ильгощи          | село    | Получено слишком много сущностей из Викиданные. Количество загруженных сущностей: 500/500. |
| 111 | Ильинка          | деревня | Получено слишком много сущностей из Викиданные. Количество загруженных сущностей: 500/500. |
| 112 | Ильино           | деревня | Получено слишком много сущностей из Викиданные. Количество загруженных сущностей: 500/500. |
| 113 | Ильино           | деревня | Получено слишком много сущностей из Викиданные. Количество загруженных сущностей: 500/500. |
| 114 | Исачиха          | деревня | Получено слишком много сущностей из Викиданные. Количество загруженных сущностей: 500/500. |
| 115 | Кадное           | деревня | Получено слишком много сущностей из Викиданные. Количество загруженных сущностей: 500/500. |
| 116 | Каликино         | деревня | Получено слишком много сущностей из Викиданные. Количество загруженных сущностей: 500/500. |
| 117 | Каменка          | деревня | Получено слишком много сущностей из Викиданные. Количество загруженных сущностей: 500/500. |
| 118 | Каменное         | деревня | Получено слишком много сущностей из Викиданные. Количество загруженных сущностей: 500/500. |
| 119 | Киверичи         | село    | Получено слишком много сущностей из Викиданные. Количество загруженных сущностей: 500/500. |
| 120 | Колодово         | деревня | Получено слишком много сущностей из Викиданные. Количество загруженных сущностей: 500/500. |
| 121 | Колупаново       | деревня | Получено слишком много сущностей из Викиданные. Количество загруженных сущностей: 500/500. |
| 122 | Комариха         | деревня | Получено слишком много сущностей из Викиданные. Количество загруженных сущностей: 500/500. |
| 123 | Коммуна          | деревня | Получено слишком много сущностей из Викиданные. Количество загруженных сущностей: 500/500. |
| 124 | Конищево         | деревня | Получено слишком много сущностей из Викиданные. Количество загруженных сущностей: 500/500. |
| 125 | Константиново    | деревня | Получено слишком много сущностей из Викиданные. Количество загруженных сущностей: 500/500. |
| 126 | Коптино          | деревня | Получено слишком много сущностей из Викиданные. Количество загруженных сущностей: 500/500. |
| 127 | Корино           | деревня | Получено слишком много сущностей из Викиданные. Количество загруженных сущностей: 500/500. |
| 128 | Корневка         | деревня | Получено слишком много сущностей из Викиданные. Количество загруженных сущностей: 500/500. |
| 129 | Корнево          | деревня | Получено слишком много сущностей из Викиданные. Количество загруженных сущностей: 500/500. |
| 130 | Коровино         | деревня | Получено слишком много сущностей из Викиданные. Количество загруженных сущностей: 500/500. |
| 131 | Коростелёво      | деревня | Получено слишком много сущностей из Викиданные. Количество загруженных сущностей: 500/500. |
| 132 | Косково          | деревня | Получено слишком много сущностей из Викиданные. Количество загруженных сущностей: 500/500. |
| 133 | Косковская Горка | деревня | Получено слишком много сущностей из Викиданные. Количество загруженных сущностей: 500/500. |
| 134 | Красная Горка    | деревня | Получено слишком много сущностей из Викиданные. Количество загруженных сущностей: 500/500. |
| 135 | Красненькое      | деревня | Получено слишком много сущностей из Викиданные. Количество загруженных сущностей: 500/500. |
| 136 | Красное          | деревня | Получено слишком много сущностей из Викиданные. Количество загруженных сущностей: 500/500. |
| 137 | Красный Пахарь   | деревня | Получено слишком много сущностей из Викиданные. Количество загруженных сущностей: 500/500. |
| 138 | Кромново         | деревня | Получено слишком много сущностей из Викиданные. Количество загруженных сущностей: 500/500. |
| 139 | Крутец           | деревня | Получено слишком много сущностей из Викиданные. Количество загруженных сущностей: 500/500. |
| 140 | Кузнецово        | деревня | Получено слишком много сущностей из Викиданные. Количество загруженных сущностей: 500/500. |
| 141 | Кузьминка        | деревня | Получено слишком много сущностей из Викиданные. Количество загруженных сущностей: 500/500. |
| 142 | Кукино           | деревня | Получено слишком много сущностей из Викиданные. Количество загруженных сущностей: 500/500. |
| 143 | Кукуй            | деревня | Получено слишком много сущностей из Викиданные. Количество загруженных сущностей: 500/500. |
| 144 | Куликово         | деревня | Получено слишком много сущностей из Викиданные. Количество загруженных сущностей: 500/500. |
| 145 | Курьяново        | деревня | Получено слишком много сущностей из Викиданные. Количество загруженных сущностей: 500/500. |
| 146 | Кушалино         | село    | Получено слишком много сущностей из Викиданные. Количество загруженных сущностей: 500/500. |
| 147 | Лаврово          | деревня | Получено слишком много сущностей из Викиданные. Количество загруженных сущностей: 500/500. |
| 148 | Лахино           | деревня | Получено слишком много сущностей из Викиданные. Количество загруженных сущностей: 500/500. |
| 149 | Леоново          | деревня | Получено слишком много сущностей из Викиданные. Количество загруженных сущностей: 500/500. |
| 150 | Летнево          | деревня | Получено слишком много сущностей из Викиданные. Количество загруженных сущностей: 500/500. |
| 151 | Липное           | деревня | Получено слишком много сущностей из Викиданные. Количество загруженных сущностей: 500/500. |
| 152 | Ловцово          | деревня | Получено слишком много сущностей из Викиданные. Количество загруженных сущностей: 500/500. |
| 153 | Лощино           | деревня | Получено слишком много сущностей из Викиданные. Количество загруженных сущностей: 500/500. |
| 154 | Лядины           | деревня | Получено слишком много сущностей из Викиданные. Количество загруженных сущностей: 500/500. |
| 155 | Ляхово           | деревня | Получено слишком много сущностей из Викиданные. Количество загруженных сущностей: 500/500. |
| 156 | Малая Горка      | деревня | Получено слишком много сущностей из Викиданные. Количество загруженных сущностей: 500/500. |
| 157 | Манушкино        | деревня | Получено слишком много сущностей из Викиданные. Количество загруженных сущностей: 500/500. |
| 158 | Марьино          | деревня | Получено слишком много сущностей из Викиданные. Количество загруженных сущностей: 500/500. |
| 159 | Матвейково       | деревня | Получено слишком много сущностей из Викиданные. Количество загруженных сущностей: 500/500. |
| 160 | Матрёнино        | деревня | Получено слишком много сущностей из Викиданные. Количество загруженных сущностей: 500/500. |
| 161 | Медведиха        | село    | Получено слишком много сущностей из Викиданные. Количество загруженных сущностей: 500/500. |
| 162 | Медведица        | деревня | Получено слишком много сущностей из Викиданные. Количество загруженных сущностей: 500/500. |
| 163 | Мерлуга          | деревня | Получено слишком много сущностей из Викиданные. Количество загруженных сущностей: 500/500. |
| 164 | Минеево          | деревня | Получено слишком много сущностей из Викиданные. Количество загруженных сущностей: 500/500. |
| 165 | Минино           | деревня | Получено слишком много сущностей из Викиданные. Количество загруженных сущностей: 500/500. |
| 166 | Могилки          | деревня | Получено слишком много сущностей из Викиданные. Количество загруженных сущностей: 500/500. |
| 167 | Моляково         | деревня | Получено слишком много сущностей из Викиданные. Количество загруженных сущностей: 500/500. |
| 168 | Морозовка        | деревня | Получено слишком много сущностей из Викиданные. Количество загруженных сущностей: 500/500. |
| 169 | Морозово         | деревня | Получено слишком много сущностей из Викиданные. Количество загруженных сущностей: 500/500. |
| 170 | Мохнецы          | деревня | Получено слишком много сущностей из Викиданные. Количество загруженных сущностей: 500/500. |
| 171 | Мощёново         | деревня | Получено слишком много сущностей из Викиданные. Количество загруженных сущностей: 500/500. |
| 172 | Мсты             | деревня | Получено слишком много сущностей из Викиданные. Количество загруженных сущностей: 500/500. |
| 173 | Мужево           | деревня | Получено слишком много сущностей из Викиданные. Количество загруженных сущностей: 500/500. |
| 174 | Найденово        | деревня | Получено слишком много сущностей из Викиданные. Количество загруженных сущностей: 500/500. |
| 175 | Негочево         | деревня | Получено слишком много сущностей из Викиданные. Количество загруженных сущностей: 500/500. |
| 176 | Некрасово        | деревня | Получено слишком много сущностей из Викиданные. Количество загруженных сущностей: 500/500. |
| 177 | Некрасово        | деревня | Получено слишком много сущностей из Викиданные. Количество загруженных сущностей: 500/500. |
| 178 | Немерово         | деревня | Получено слишком много сущностей из Викиданные. Количество загруженных сущностей: 500/500. |
| 179 | Никольское       | село    | Получено слишком много сущностей из Викиданные. Количество загруженных сущностей: 500/500. |
| 180 | Новенькая        | деревня | Получено слишком много сущностей из Викиданные. Количество загруженных сущностей: 500/500. |
| 181 | Новиково         | деревня | Получено слишком много сущностей из Викиданные. Количество загруженных сущностей: 500/500. |
| 182 | Ново-Застолбье   | деревня | Получено слишком много сущностей из Викиданные. Количество загруженных сущностей: 500/500. |
| 183 | Ново-Михнёво     | деревня | Получено слишком много сущностей из Викиданные. Количество загруженных сущностей: 500/500. |
| 184 | Ново-Рязанчиха   | деревня | Получено слишком много сущностей из Викиданные. Количество загруженных сущностей: 500/500. |
| 185 | Новое            | деревня | Получено слишком много сущностей из Викиданные. Количество загруженных сущностей: 500/500. |
| 186 | Новое            | деревня | Получено слишком много сущностей из Викиданные. Количество загруженных сущностей: 500/500. |
| 187 | Новое Долино     | деревня | Получено слишком много сущностей из Викиданные. Количество загруженных сущностей: 500/500. |
| 188 | Новый Камень     | деревня | Получено слишком много сущностей из Викиданные. Количество загруженных сущностей: 500/500. |
| 189 | Новый Починок    | деревня | Получено слишком много сущностей из Викиданные. Количество загруженных сущностей: 500/500. |
| 190 | Обратково        | деревня | Получено слишком много сущностей из Викиданные. Количество загруженных сущностей: 500/500. |
| 191 | Оглядкино        | деревня | Получено слишком много сущностей из Викиданные. Количество загруженных сущностей: 500/500. |
| 192 | Остров           | деревня | Получено слишком много сущностей из Викиданные. Количество загруженных сущностей: 500/500. |
| 193 | Ошвино           | деревня | Получено слишком много сущностей из Викиданные. Количество загруженных сущностей: 500/500. |
| 194 | Павлово          | деревня | Получено слишком много сущностей из Викиданные. Количество загруженных сущностей: 500/500. |
| 195 | Павлушково       | деревня | Получено слишком много сущностей из Викиданные. Количество загруженных сущностей: 500/500. |
| 196 | Пальцево         | деревня | Получено слишком много сущностей из Викиданные. Количество загруженных сущностей: 500/500. |
| 197 | Паниха           | деревня | Получено слишком много сущностей из Викиданные. Количество загруженных сущностей: 500/500. |
| 198 | Паршутино        | деревня | Получено слишком много сущностей из Викиданные. Количество загруженных сущностей: 500/500. |
| 199 | Пенье            | деревня | Получено слишком много сущностей из Викиданные. Количество загруженных сущностей: 500/500. |
| 200 | Перегородка      | деревня | Получено слишком много сущностей из Викиданные. Количество загруженных сущностей: 500/500. |
| 201 | Перелоги         | деревня | Получено слишком много сущностей из Викиданные. Количество загруженных сущностей: 500/500. |
| 202 | Перемилово       | деревня | Получено слишком много сущностей из Викиданные. Количество загруженных сущностей: 500/500. |
| 203 | Перепечкино      | деревня | Получено слишком много сущностей из Викиданные. Количество загруженных сущностей: 500/500. |
| 204 | Пески            | деревня | Получено слишком много сущностей из Викиданные. Количество загруженных сущностей: 500/500. |
| 205 | Пески            | деревня | Получено слишком много сущностей из Викиданные. Количество загруженных сущностей: 500/500. |
| 206 | Пескошево        | деревня | Получено слишком много сущностей из Викиданные. Количество загруженных сущностей: 500/500. |
| 207 | Петраково        | деревня | Получено слишком много сущностей из Викиданные. Количество загруженных сущностей: 500/500. |
| 208 | Петровское       | деревня | Получено слишком много сущностей из Викиданные. Количество загруженных сущностей: 500/500. |
| 209 | Петроково        | деревня | Получено слишком много сущностей из Викиданные. Количество загруженных сущностей: 500/500. |
| 210 | Плешково         | деревня | Получено слишком много сущностей из Викиданные. Количество загруженных сущностей: 500/500. |
| 211 | Плосково         | деревня | Получено слишком много сущностей из Викиданные. Количество загруженных сущностей: 500/500. |
| 212 | Погорелец        | деревня | Получено слишком много сущностей из Викиданные. Количество загруженных сущностей: 500/500. |
| 213 | Погорельцы       | село    | Получено слишком много сущностей из Викиданные. Количество загруженных сущностей: 500/500. |
| 214 | Поддубное        | деревня | Получено слишком много сущностей из Викиданные. Количество загруженных сущностей: 500/500. |
| 215 | Полянка          | деревня | Получено слишком много сущностей из Викиданные. Количество загруженных сущностей: 500/500. |
| 216 | Поляны           | деревня | Получено слишком много сущностей из Викиданные. Количество загруженных сущностей: 500/500. |
| 217 | Поплевино        | деревня | Получено слишком много сущностей из Викиданные. Количество загруженных сущностей: 500/500. |
| 218 | Поповка          | деревня | Получено слишком много сущностей из Викиданные. Количество загруженных сущностей: 500/500. |
| 219 | Поречье          | деревня | Получено слишком много сущностей из Викиданные. Количество загруженных сущностей: 500/500. |
| 220 | Починово         | деревня | Получено слишком много сущностей из Викиданные. Количество загруженных сущностей: 500/500. |
| 221 | Прислон          | деревня | Получено слишком много сущностей из Викиданные. Количество загруженных сущностей: 500/500. |
| 222 | Проказово        | деревня | Получено слишком много сущностей из Викиданные. Количество загруженных сущностей: 500/500. |
| 223 | Прудиха          | деревня | Получено слишком много сущностей из Викиданные. Количество загруженных сущностей: 500/500. |
| 224 | Прудово          | деревня | Получено слишком много сущностей из Викиданные. Количество загруженных сущностей: 500/500. |
| 225 | Пустораменка     | деревня | Получено слишком много сущностей из Викиданные. Количество загруженных сущностей: 500/500. |
| 226 | Рамень           | деревня | Получено слишком много сущностей из Викиданные. Количество загруженных сущностей: 500/500. |
| 227 | Раменье          | деревня | Получено слишком много сущностей из Викиданные. Количество загруженных сущностей: 500/500. |
| 228 | Раменье          | деревня | Получено слишком много сущностей из Викиданные. Количество загруженных сущностей: 500/500. |
| 229 | Рамешки          | пгт     | Получено слишком много сущностей из Викиданные. Количество загруженных сущностей: 500/500. |
| 230 | Ровное           | деревня | Получено слишком много сущностей из Викиданные. Количество загруженных сущностей: 500/500. |
| 231 | Рождество        | деревня | Получено слишком много сущностей из Викиданные. Количество загруженных сущностей: 500/500. |
| 232 | Рождество        | село    | Получено слишком много сущностей из Викиданные. Количество загруженных сущностей: 500/500. |
| 233 | Русино           | деревня | Получено слишком много сущностей из Викиданные. Количество загруженных сущностей: 500/500. |
| 234 | Ручьи            | деревня | Получено слишком много сущностей из Викиданные. Количество загруженных сущностей: 500/500. |
| 235 | Рыжково          | деревня | Получено слишком много сущностей из Викиданные. Количество загруженных сущностей: 500/500. |
| 236 | Савиха           | деревня | Получено слишком много сущностей из Викиданные. Количество загруженных сущностей: 500/500. |
| 237 | Сафоново         | деревня | Получено слишком много сущностей из Викиданные. Количество загруженных сущностей: 500/500. |
| 238 | Свистуново       | деревня | Получено слишком много сущностей из Викиданные. Количество загруженных сущностей: 500/500. |
| 239 | Сезомцы          | деревня | Получено слишком много сущностей из Викиданные. Количество загруженных сущностей: 500/500. |
| 240 | Селище           | деревня | Получено слишком много сущностей из Викиданные. Количество загруженных сущностей: 500/500. |
| 241 | Сельково         | деревня | Получено слишком много сущностей из Викиданные. Количество загруженных сущностей: 500/500. |
| 242 | Сельниково       | деревня | Получено слишком много сущностей из Викиданные. Количество загруженных сущностей: 500/500. |
| 243 | Сельцо           | деревня | Получено слишком много сущностей из Викиданные. Количество загруженных сущностей: 500/500. |
| 244 | Селютино         | деревня | Получено слишком много сущностей из Викиданные. Количество загруженных сущностей: 500/500. |
| 245 | Сёмжино          | деревня | Получено слишком много сущностей из Викиданные. Количество загруженных сущностей: 500/500. |
| 246 | Семунино         | деревня | Получено слишком много сущностей из Викиданные. Количество загруженных сущностей: 500/500. |
| 247 | Сенино           | деревня | Получено слишком много сущностей из Викиданные. Количество загруженных сущностей: 500/500. |
| 248 | Сеньково         | деревня | Получено слишком много сущностей из Викиданные. Количество загруженных сущностей: 500/500. |
| 249 | Сивцево          | деревня | Получено слишком много сущностей из Викиданные. Количество загруженных сущностей: 500/500. |
| 250 | Сидорово         | деревня | Получено слишком много сущностей из Викиданные. Количество загруженных сущностей: 500/500. |
| 251 | Скрябино         | деревня | Получено слишком много сущностей из Викиданные. Количество загруженных сущностей: 500/500. |
| 252 | Славгущи         | деревня | Получено слишком много сущностей из Викиданные. Количество загруженных сущностей: 500/500. |
| 253 | Слободиха        | деревня | Получено слишком много сущностей из Викиданные. Количество загруженных сущностей: 500/500. |
| 254 | Смочели          | деревня | Получено слишком много сущностей из Викиданные. Количество загруженных сущностей: 500/500. |
| 255 | Соболиха         | деревня | Получено слишком много сущностей из Викиданные. Количество загруженных сущностей: 500/500. |
| 256 | Соколово         | деревня | Получено слишком много сущностей из Викиданные. Количество загруженных сущностей: 500/500. |
| 257 | Сорокино         | деревня | Получено слишком много сущностей из Викиданные. Количество загруженных сущностей: 500/500. |
| 258 | Сошниково        | деревня | Получено слишком много сущностей из Викиданные. Количество загруженных сущностей: 500/500. |
| 259 | Старово          | деревня | Получено слишком много сущностей из Викиданные. Количество загруженных сущностей: 500/500. |
| 260 | Старово          | деревня | Получено слишком много сущностей из Викиданные. Количество загруженных сущностей: 500/500. |
| 261 | Старово          | деревня | Получено слишком много сущностей из Викиданные. Количество загруженных сущностей: 500/500. |
| 262 | Старово          | деревня | Получено слишком много сущностей из Викиданные. Количество загруженных сущностей: 500/500. |
| 263 | Старое Долино    | деревня | Получено слишком много сущностей из Викиданные. Количество загруженных сущностей: 500/500. |
| 264 | Старожилка       | деревня | Получено слишком много сущностей из Викиданные. Количество загруженных сущностей: 500/500. |
| 265 | Старый Починок   | деревня | Получено слишком много сущностей из Викиданные. Количество загруженных сущностей: 500/500. |
| 266 | Стояново         | деревня | Получено слишком много сущностей из Викиданные. Количество загруженных сущностей: 500/500. |
| 267 | Сутоки           | село    | Получено слишком много сущностей из Викиданные. Количество загруженных сущностей: 500/500. |
| 268 | Сырково          | деревня | Получено слишком много сущностей из Викиданные. Количество загруженных сущностей: 500/500. |
| 269 | Таковая          | деревня | Получено слишком много сущностей из Викиданные. Количество загруженных сущностей: 500/500. |
| 270 | Твердятино       | деревня | Получено слишком много сущностей из Викиданные. Количество загруженных сущностей: 500/500. |
| 271 | Тихорево         | деревня | Получено слишком много сущностей из Викиданные. Количество загруженных сущностей: 500/500. |
| 272 | Толокново        | деревня | Получено слишком много сущностей из Викиданные. Количество загруженных сущностей: 500/500. |
| 273 | Толстиково       | деревня | Получено слишком много сущностей из Викиданные. Количество загруженных сущностей: 500/500. |
| 274 | Топориха         | деревня | Получено слишком много сущностей из Викиданные. Количество загруженных сущностей: 500/500. |
| 275 | Троица           | деревня | Получено слишком много сущностей из Викиданные. Количество загруженных сущностей: 500/500. |
| 276 | Трубичиха        | деревня | Получено слишком много сущностей из Викиданные. Количество загруженных сущностей: 500/500. |
| 277 | Тучево           | деревня | Получено слишком много сущностей из Викиданные. Количество загруженных сущностей: 500/500. |
| 278 | Тюрево-Ловцово   | деревня | Получено слишком много сущностей из Викиданные. Количество загруженных сущностей: 500/500. |
| 279 | Улиткино         | деревня | Получено слишком много сущностей из Викиданные. Количество загруженных сущностей: 500/500. |
| 280 | Устюги           | деревня | Получено слишком много сущностей из Викиданные. Количество загруженных сущностей: 500/500. |
| 281 | Филиппково       | деревня | Получено слишком много сущностей из Викиданные. Количество загруженных сущностей: 500/500. |
| 282 | Филиха           | деревня | Получено слишком много сущностей из Викиданные. Количество загруженных сущностей: 500/500. |
| 283 | Холмы            | деревня | Получено слишком много сущностей из Викиданные. Количество загруженных сущностей: 500/500. |
| 284 | Хорошово         | деревня | Получено слишком много сущностей из Викиданные. Количество загруженных сущностей: 500/500. |
| 285 | Хотути           | деревня | Получено слишком много сущностей из Викиданные. Количество загруженных сущностей: 500/500. |
| 286 | Хохловка         | деревня | Получено слишком много сущностей из Викиданные. Количество загруженных сущностей: 500/500. |
| 287 | Хромцово         | деревня | Получено слишком много сущностей из Викиданные. Количество загруженных сущностей: 500/500. |
| 288 | Цепелиха         | деревня | Получено слишком много сущностей из Викиданные. Количество загруженных сущностей: 500/500. |
| 289 | Цицеруха         | деревня | Получено слишком много сущностей из Викиданные. Количество загруженных сущностей: 500/500. |
| 290 | Ченцы            | деревня | Получено слишком много сущностей из Викиданные. Количество загруженных сущностей: 500/500. |
| 291 | Чернево          | деревня | Получено слишком много сущностей из Викиданные. Количество загруженных сущностей: 500/500. |
| 292 | Чернеево         | деревня | Получено слишком много сущностей из Викиданные. Количество загруженных сущностей: 500/500. |
| 293 | Черногрязье      | деревня | Получено слишком много сущностей из Викиданные. Количество загруженных сущностей: 500/500. |
| 294 | Черногубово      | деревня | Получено слишком много сущностей из Викиданные. Количество загруженных сущностей: 500/500. |
| 295 | Чернышёво        | деревня | Получено слишком много сущностей из Викиданные. Количество загруженных сущностей: 500/500. |
| 296 | Чехово           | деревня | Получено слишком много сущностей из Викиданные. Количество загруженных сущностей: 500/500. |
| 297 | Чубариха         | деревня | Получено слишком много сущностей из Викиданные. Количество загруженных сущностей: 500/500. |
| 298 | Шарапиха         | деревня | Получено слишком много сущностей из Викиданные. Количество загруженных сущностей: 500/500. |
| 299 | Шарапово         | деревня | Получено слишком много сущностей из Викиданные. Количество загруженных сущностей: 500/500. |
| 300 | Шеломец          | деревня | Получено слишком много сущностей из Викиданные. Количество загруженных сущностей: 500/500. |
| 301 | Шенское          | деревня | Получено слишком много сущностей из Викиданные. Количество загруженных сущностей: 500/500. |
| 302 | Шибаниха         | деревня | Получено слишком много сущностей из Викиданные. Количество загруженных сущностей: 500/500. |
| 303 | Шуя              | деревня | Получено слишком много сущностей из Викиданные. Количество загруженных сущностей: 500/500. |
| 304 | Яблонька         | деревня | Получено слишком много сущностей из Викиданные. Количество загруженных сущностей: 500/500. |
| 305 | Язвица           | деревня | Получено слишком много сущностей из Викиданные. Количество загруженных сущностей: 500/500. |
| 306 | Якимково         | деревня | Получено слишком много сущностей из Викиданные. Количество загруженных сущностей: 500/500. |

### Сандовский муниципальный округ
| №   | Населённый пункт      | Тип              | Население                                                                                  |
| --- | --------------------- | ---------------- | ------------------------------------------------------------------------------------------ |
| 1   | Агафоново             | деревня          | Получено слишком много сущностей из Викиданные. Количество загруженных сущностей: 500/500. |
| 2   | Александровский       | хутор            | Получено слишком много сущностей из Викиданные. Количество загруженных сущностей: 500/500. |
| 3   | Александровское       | деревня          | Получено слишком много сущностей из Викиданные. Количество загруженных сущностей: 500/500. |
| 4   | Андрейцево            | деревня          | Получено слишком много сущностей из Викиданные. Количество загруженных сущностей: 500/500. |
| 5   | Аннинское             | деревня          | Получено слишком много сущностей из Викиданные. Количество загруженных сущностей: 500/500. |
| 6   | Апаркино              | деревня          | Получено слишком много сущностей из Викиданные. Количество загруженных сущностей: 500/500. |
| 7   | Артемиха              | деревня          | Получено слишком много сущностей из Викиданные. Количество загруженных сущностей: 500/500. |
| 8   | Арханское             | деревня          | Получено слишком много сущностей из Викиданные. Количество загруженных сущностей: 500/500. |
| 9   | Батиха                | деревня          | Получено слишком много сущностей из Викиданные. Количество загруженных сущностей: 500/500. |
| 10  | Безлы                 | деревня          | Получено слишком много сущностей из Викиданные. Количество загруженных сущностей: 500/500. |
| 11  | Белые Межи            | деревня          | Получено слишком много сущностей из Викиданные. Количество загруженных сущностей: 500/500. |
| 12  | Бережок               | деревня          | Получено слишком много сущностей из Викиданные. Количество загруженных сущностей: 500/500. |
| 13  | Березницы             | деревня          | Получено слишком много сущностей из Викиданные. Количество загруженных сущностей: 500/500. |
| 14  | Березье               | деревня          | Получено слишком много сущностей из Викиданные. Количество загруженных сущностей: 500/500. |
| 15  | Благовещенье          | деревня          | Получено слишком много сущностей из Викиданные. Количество загруженных сущностей: 500/500. |
| 16  | Болота                | деревня          | Получено слишком много сущностей из Викиданные. Количество загруженных сущностей: 500/500. |
| 17  | Большая Каменка       | деревня          | Получено слишком много сущностей из Викиданные. Количество загруженных сущностей: 500/500. |
| 18  | Большая Попиха        | деревня          | Получено слишком много сущностей из Викиданные. Количество загруженных сущностей: 500/500. |
| 19  | Большое Малинское     | деревня          | Получено слишком много сущностей из Викиданные. Количество загруженных сущностей: 500/500. |
| 20  | Большое Никитино      | деревня          | Получено слишком много сущностей из Викиданные. Количество загруженных сущностей: 500/500. |
| 21  | Большое Раменье       | деревня          | Получено слишком много сущностей из Викиданные. Количество загруженных сущностей: 500/500. |
| 22  | Большое Сидельниково  | деревня          | Получено слишком много сущностей из Викиданные. Количество загруженных сущностей: 500/500. |
| 23  | Борисково             | деревня          | Получено слишком много сущностей из Викиданные. Количество загруженных сущностей: 500/500. |
| 24  | Боровское             | деревня          | Получено слишком много сущностей из Викиданные. Количество загруженных сущностей: 500/500. |
| 25  | Борок                 | деревня          | Получено слишком много сущностей из Викиданные. Количество загруженных сущностей: 500/500. |
| 26  | Брехово               | деревня          | Получено слишком много сущностей из Викиданные. Количество загруженных сущностей: 500/500. |
| 27  | Бурдомачеха           | деревня          | Получено слишком много сущностей из Викиданные. Количество загруженных сущностей: 500/500. |
| 28  | Веригино              | деревня          |                                                                                            |
| 29  | Ветреное              | деревня          | Получено слишком много сущностей из Викиданные. Количество загруженных сущностей: 500/500. |
| 30  | Вичиха                | деревня          | Получено слишком много сущностей из Викиданные. Количество загруженных сущностей: 500/500. |
| 31  | Вокшино               | деревня          | Получено слишком много сущностей из Викиданные. Количество загруженных сущностей: 500/500. |
| 32  | Воробей               | деревня          | Получено слишком много сущностей из Викиданные. Количество загруженных сущностей: 500/500. |
| 33  | Ворсино               | деревня          | Получено слишком много сущностей из Викиданные. Количество загруженных сущностей: 500/500. |
| 34  | Высокуша              | деревня          | Получено слишком много сущностей из Викиданные. Количество загруженных сущностей: 500/500. |
| 35  | Вяжища                | деревня          | Получено слишком много сущностей из Викиданные. Количество загруженных сущностей: 500/500. |
| 36  | Гаврилово             | деревня          | Получено слишком много сущностей из Викиданные. Количество загруженных сущностей: 500/500. |
| 37  | Гавриловское          | деревня          | Получено слишком много сущностей из Викиданные. Количество загруженных сущностей: 500/500. |
| 38  | Гавшиха               | деревня          | Получено слишком много сущностей из Викиданные. Количество загруженных сущностей: 500/500. |
| 39  | Глебени               | деревня          | Получено слишком много сущностей из Викиданные. Количество загруженных сущностей: 500/500. |
| 40  | Глебени               | деревня          | Получено слишком много сущностей из Викиданные. Количество загруженных сущностей: 500/500. |
| 41  | Гойморово             | деревня          | Получено слишком много сущностей из Викиданные. Количество загруженных сущностей: 500/500. |
| 42  | Гольцово              | деревня          | Получено слишком много сущностей из Викиданные. Количество загруженных сущностей: 500/500. |
| 43  | Горка                 | деревня          | Получено слишком много сущностей из Викиданные. Количество загруженных сущностей: 500/500. |
| 44  | Горка                 | деревня          | Получено слишком много сущностей из Викиданные. Количество загруженных сущностей: 500/500. |
| 45  | Горка                 | деревня          | Получено слишком много сущностей из Викиданные. Количество загруженных сущностей: 500/500. |
| 46  | Городище              | деревня          | Получено слишком много сущностей из Викиданные. Количество загруженных сущностей: 500/500. |
| 47  | Горошково             | деревня          | Получено слишком много сущностей из Викиданные. Количество загруженных сущностей: 500/500. |
| 48  | Григорово             | деревня          | Получено слишком много сущностей из Викиданные. Количество загруженных сущностей: 500/500. |
| 49  | Григорцево            | деревня          | Получено слишком много сущностей из Викиданные. Количество загруженных сущностей: 500/500. |
| 50  | Грядки                | деревня          | Получено слишком много сущностей из Викиданные. Количество загруженных сущностей: 500/500. |
| 51  | Давыдово              | деревня          | Получено слишком много сущностей из Викиданные. Количество загруженных сущностей: 500/500. |
| 52  | Дектярка              | деревня          | Получено слишком много сущностей из Викиданные. Количество загруженных сущностей: 500/500. |
| 53  | Детково               | деревня          | Получено слишком много сущностей из Викиданные. Количество загруженных сущностей: 500/500. |
| 54  | Детково               | деревня          | Получено слишком много сущностей из Викиданные. Количество загруженных сущностей: 500/500. |
| 55  | Детково-Бабарыкино    | деревня          | Получено слишком много сущностей из Викиданные. Количество загруженных сущностей: 500/500. |
| 56  | Дмитровка             | деревня          | Получено слишком много сущностей из Викиданные. Количество загруженных сущностей: 500/500. |
| 57  | Дом Инвалидов         | населённый пункт | Получено слишком много сущностей из Викиданные. Количество загруженных сущностей: 500/500. |
| 58  | Дремучево             | деревня          | Получено слишком много сущностей из Викиданные. Количество загруженных сущностей: 500/500. |
| 59  | Дроздово              | деревня          | Получено слишком много сущностей из Викиданные. Количество загруженных сущностей: 500/500. |
| 60  | Дупли                 | деревня          | Получено слишком много сущностей из Викиданные. Количество загруженных сущностей: 500/500. |
| 61  | Дурниково             | деревня          | Получено слишком много сущностей из Викиданные. Количество загруженных сущностей: 500/500. |
| 62  | Дымцево               | деревня          | Получено слишком много сущностей из Викиданные. Количество загруженных сущностей: 500/500. |
| 63  | Дынино                | ж.д.станция      | Получено слишком много сущностей из Викиданные. Количество загруженных сущностей: 500/500. |
| 64  | Елизаветино           | деревня          | Получено слишком много сущностей из Викиданные. Количество загруженных сущностей: 500/500. |
| 65  | Ескино                | деревня          | Получено слишком много сущностей из Викиданные. Количество загруженных сущностей: 500/500. |
| 66  | Желонки               | деревня          | Получено слишком много сущностей из Викиданные. Количество загруженных сущностей: 500/500. |
| 67  | Завражье              | деревня          | Получено слишком много сущностей из Викиданные. Количество загруженных сущностей: 500/500. |
| 68  | Загранье              | деревня          | Получено слишком много сущностей из Викиданные. Количество загруженных сущностей: 500/500. |
| 69  | Заднее                | деревня          | Получено слишком много сущностей из Викиданные. Количество загруженных сущностей: 500/500. |
| 70  | Залужье               | деревня          | Получено слишком много сущностей из Викиданные. Количество загруженных сущностей: 500/500. |
| 71  | Запрудье              | деревня          | Получено слишком много сущностей из Викиданные. Количество загруженных сущностей: 500/500. |
| 72  | Заречье               | деревня          | Получено слишком много сущностей из Викиданные. Количество загруженных сущностей: 500/500. |
| 73  | Заручевье             | деревня          | Получено слишком много сущностей из Викиданные. Количество загруженных сущностей: 500/500. |
| 74  | Збудово               | деревня          | Получено слишком много сущностей из Викиданные. Количество загруженных сущностей: 500/500. |
| 75  | Иваньково             | деревня          | Получено слишком много сущностей из Викиданные. Количество загруженных сущностей: 500/500. |
| 76  | Игуньково             | деревня          | Получено слишком много сущностей из Викиданные. Количество загруженных сущностей: 500/500. |
| 77  | Ильино                | деревня          | Получено слишком много сущностей из Викиданные. Количество загруженных сущностей: 500/500. |
| 78  | Ильино                | деревня          | Получено слишком много сущностей из Викиданные. Количество загруженных сущностей: 500/500. |
| 79  | Искра                 | деревня          | Получено слишком много сущностей из Викиданные. Количество загруженных сущностей: 500/500. |
| 80  | Караваево             | деревня          | Получено слишком много сущностей из Викиданные. Количество загруженных сущностей: 500/500. |
| 81  | Карамышево            | деревня          | Получено слишком много сущностей из Викиданные. Количество загруженных сущностей: 500/500. |
| 82  | Карельское Васильково | деревня          | Получено слишком много сущностей из Викиданные. Количество загруженных сущностей: 500/500. |
| 83  | Карпово               | деревня          | Получено слишком много сущностей из Викиданные. Количество загруженных сущностей: 500/500. |
| 84  | Карповское            | деревня          | Получено слишком много сущностей из Викиданные. Количество загруженных сущностей: 500/500. |
| 85  | Квашонки              | деревня          | Получено слишком много сущностей из Викиданные. Количество загруженных сущностей: 500/500. |
| 86  | Китай Гора            | деревня          | Получено слишком много сущностей из Викиданные. Количество загруженных сущностей: 500/500. |
| 87  | Кольцово              | деревня          | Получено слишком много сущностей из Викиданные. Количество загруженных сущностей: 500/500. |
| 88  | Колюбякино            | деревня          | Получено слишком много сущностей из Викиданные. Количество загруженных сущностей: 500/500. |
| 89  | Косячиха              | деревня          | Получено слишком много сущностей из Викиданные. Количество загруженных сущностей: 500/500. |
| 90  | Котиха                | деревня          | Получено слишком много сущностей из Викиданные. Количество загруженных сущностей: 500/500. |
| 91  | Коурово               | деревня          | Получено слишком много сущностей из Викиданные. Количество загруженных сущностей: 500/500. |
| 92  | Кресты                | деревня          | Получено слишком много сущностей из Викиданные. Количество загруженных сущностей: 500/500. |
| 93  | Крылово               | деревня          | Получено слишком много сущностей из Викиданные. Количество загруженных сущностей: 500/500. |
| 94  | Кстинкино             | деревня          | Получено слишком много сущностей из Викиданные. Количество загруженных сущностей: 500/500. |
| 95  | Кузнецкое             | деревня          | Получено слишком много сущностей из Викиданные. Количество загруженных сущностей: 500/500. |
| 96  | Куниково              | деревня          | Получено слишком много сущностей из Викиданные. Количество загруженных сущностей: 500/500. |
| 97  | Ладожское             | деревня          | Получено слишком много сущностей из Викиданные. Количество загруженных сущностей: 500/500. |
| 98  | Логаниха              | деревня          | Получено слишком много сущностей из Викиданные. Количество загруженных сущностей: 500/500. |
| 99  | Лукино                | село             | Получено слишком много сущностей из Викиданные. Количество загруженных сущностей: 500/500. |
| 100 | Лунево                | деревня          | Получено слишком много сущностей из Викиданные. Количество загруженных сущностей: 500/500. |
| 101 | Лысцево               | деревня          | Получено слишком много сущностей из Викиданные. Количество загруженных сущностей: 500/500. |
| 102 | Львовское             | деревня          | Получено слишком много сущностей из Викиданные. Количество загруженных сущностей: 500/500. |
| 103 | Макаровское           | деревня          | Получено слишком много сущностей из Викиданные. Количество загруженных сущностей: 500/500. |
| 104 | Малая Попиха          | деревня          | Получено слишком много сущностей из Викиданные. Количество загруженных сущностей: 500/500. |
| 105 | Малая Попишка         | деревня          | Получено слишком много сущностей из Викиданные. Количество загруженных сущностей: 500/500. |
| 106 | Малечкино             | деревня          | Получено слишком много сущностей из Викиданные. Количество загруженных сущностей: 500/500. |
| 107 | Малое Малинское       | деревня          | Получено слишком много сущностей из Викиданные. Количество загруженных сущностей: 500/500. |
| 108 | Малое Мякишево        | деревня          | Получено слишком много сущностей из Викиданные. Количество загруженных сущностей: 500/500. |
| 109 | Малое Никитино        | деревня          | Получено слишком много сущностей из Викиданные. Количество загруженных сущностей: 500/500. |
| 110 | Малое Сидельниково    | деревня          | Получено слишком много сущностей из Викиданные. Количество загруженных сущностей: 500/500. |
| 111 | Манжуриха             | деревня          | Получено слишком много сущностей из Викиданные. Количество загруженных сущностей: 500/500. |
| 112 | Мантурьево            | деревня          | Получено слишком много сущностей из Викиданные. Количество загруженных сущностей: 500/500. |
| 113 | Мариниха              | деревня          | Получено слишком много сущностей из Викиданные. Количество загруженных сущностей: 500/500. |
| 114 | Маслово               | деревня          | Получено слишком много сущностей из Викиданные. Количество загруженных сущностей: 500/500. |
| 115 | Матвейково            | деревня          | Получено слишком много сущностей из Викиданные. Количество загруженных сущностей: 500/500. |
| 116 | Матвейцево            | деревня          | Получено слишком много сущностей из Викиданные. Количество загруженных сущностей: 500/500. |
| 117 | Медово                | деревня          | Получено слишком много сущностей из Викиданные. Количество загруженных сущностей: 500/500. |
| 118 | Мистелиха             | деревня          | Получено слишком много сущностей из Викиданные. Количество загруженных сущностей: 500/500. |
| 119 | Михеево               | деревня          | Получено слишком много сущностей из Викиданные. Количество загруженных сущностей: 500/500. |
| 120 | Мокей Гора            | деревня          | Получено слишком много сущностей из Викиданные. Количество загруженных сущностей: 500/500. |
| 121 | Молвино               | деревня          | Получено слишком много сущностей из Викиданные. Количество загруженных сущностей: 500/500. |
| 122 | Молоково              | деревня          | Получено слишком много сущностей из Викиданные. Количество загруженных сущностей: 500/500. |
| 123 | Мосеево               | деревня          | Получено слишком много сущностей из Викиданные. Количество загруженных сущностей: 500/500. |
| 124 | Муравино              | деревня          | Получено слишком много сущностей из Викиданные. Количество загруженных сущностей: 500/500. |
| 125 | Мухино                | деревня          | Получено слишком много сущностей из Викиданные. Количество загруженных сущностей: 500/500. |
| 126 | Надеево               | деревня          | Получено слишком много сущностей из Викиданные. Количество загруженных сущностей: 500/500. |
| 127 | Найденка              | деревня          | Получено слишком много сущностей из Викиданные. Количество загруженных сущностей: 500/500. |
| 128 | Нефедьево             | деревня          | Получено слишком много сущностей из Викиданные. Количество загруженных сущностей: 500/500. |
| 129 | Нивицы                | деревня          | Получено слишком много сущностей из Викиданные. Количество загруженных сущностей: 500/500. |
| 130 | Никаниха              | деревня          | Получено слишком много сущностей из Викиданные. Количество загруженных сущностей: 500/500. |
| 131 | Никиткино             | деревня          | Получено слишком много сущностей из Викиданные. Количество загруженных сущностей: 500/500. |
| 132 | Никольское            | деревня          | Получено слишком много сущностей из Викиданные. Количество загруженных сущностей: 500/500. |
| 133 | Новая Выставка        | деревня          | Получено слишком много сущностей из Викиданные. Количество загруженных сущностей: 500/500. |
| 134 | Овсище                | деревня          | Получено слишком много сущностей из Викиданные. Количество загруженных сущностей: 500/500. |
| 135 | Ольховец              | деревня          | Получено слишком много сущностей из Викиданные. Количество загруженных сущностей: 500/500. |
| 136 | Остречиха             | деревня          | Получено слишком много сущностей из Викиданные. Количество загруженных сущностей: 500/500. |
| 137 | Отрубнево             | деревня          | Получено слишком много сущностей из Викиданные. Количество загруженных сущностей: 500/500. |
| 138 | Павское               | деревня          | Получено слишком много сущностей из Викиданные. Количество загруженных сущностей: 500/500. |
| 139 | Пальцево              | деревня          | Получено слишком много сущностей из Викиданные. Количество загруженных сущностей: 500/500. |
| 140 | Паншино               | деревня          | Получено слишком много сущностей из Викиданные. Количество загруженных сущностей: 500/500. |
| 141 | Парфеньево            | деревня          | Получено слишком много сущностей из Викиданные. Количество загруженных сущностей: 500/500. |
| 142 | Парфеньево            | деревня          | Получено слишком много сущностей из Викиданные. Количество загруженных сущностей: 500/500. |
| 143 | Перфильево            | деревня          | Получено слишком много сущностей из Викиданные. Количество загруженных сущностей: 500/500. |
| 144 | Перьми                | деревня          | Получено слишком много сущностей из Викиданные. Количество загруженных сущностей: 500/500. |
| 145 | Песочня               | деревня          | Получено слишком много сущностей из Викиданные. Количество загруженных сущностей: 500/500. |
| 146 | Петровское            | деревня          | Получено слишком много сущностей из Викиданные. Количество загруженных сущностей: 500/500. |
| 147 | Петровское            | деревня          | Получено слишком много сущностей из Викиданные. Количество загруженных сущностей: 500/500. |
| 148 | Плосково              | деревня          | Получено слишком много сущностей из Викиданные. Количество загруженных сущностей: 500/500. |
| 149 | Плосково              | деревня          | Получено слишком много сущностей из Викиданные. Количество загруженных сущностей: 500/500. |
| 150 | Пнево                 | деревня          | Получено слишком много сущностей из Викиданные. Количество загруженных сущностей: 500/500. |
| 151 | Погорелка             | деревня          | Получено слишком много сущностей из Викиданные. Количество загруженных сущностей: 500/500. |
| 152 | Подберезье            | деревня          | Получено слишком много сущностей из Викиданные. Количество загруженных сущностей: 500/500. |
| 153 | Подгорье              | деревня          | Получено слишком много сущностей из Викиданные. Количество загруженных сущностей: 500/500. |
| 154 | Пожарье               | деревня          | Получено слишком много сущностей из Викиданные. Количество загруженных сущностей: 500/500. |
| 155 | Пономарево            | деревня          | Получено слишком много сущностей из Викиданные. Количество загруженных сущностей: 500/500. |
| 156 | Поцеп                 | деревня          | Получено слишком много сущностей из Викиданные. Количество загруженных сущностей: 500/500. |
| 157 | Починки               | деревня          | Получено слишком много сущностей из Викиданные. Количество загруженных сущностей: 500/500. |
| 158 | Пропасти              | деревня          | Получено слишком много сущностей из Викиданные. Количество загруженных сущностей: 500/500. |
| 159 | Путилово              | деревня          | Получено слишком много сущностей из Викиданные. Количество загруженных сущностей: 500/500. |
| 160 | Путилово-Зарека       | деревня          | Получено слишком много сущностей из Викиданные. Количество загруженных сущностей: 500/500. |
| 161 | Ражково               | деревня          | Получено слишком много сущностей из Викиданные. Количество загруженных сущностей: 500/500. |
| 162 | Ракитино              | деревня          | Получено слишком много сущностей из Викиданные. Количество загруженных сущностей: 500/500. |
| 163 | Раменец               | деревня          | Получено слишком много сущностей из Викиданные. Количество загруженных сущностей: 500/500. |
| 164 | Раскопино             | деревня          | Получено слишком много сущностей из Викиданные. Количество загруженных сущностей: 500/500. |
| 165 | Расторопово           | деревня          | Получено слишком много сущностей из Викиданные. Количество загруженных сущностей: 500/500. |
| 166 | Рекуша                | деревня          | Получено слишком много сущностей из Викиданные. Количество загруженных сущностей: 500/500. |
| 167 | Речица                | деревня          | Получено слишком много сущностей из Викиданные. Количество загруженных сущностей: 500/500. |
| 168 | Решетиха              | деревня          | Получено слишком много сущностей из Викиданные. Количество загруженных сущностей: 500/500. |
| 169 | Родиониха             | деревня          | Получено слишком много сущностей из Викиданные. Количество загруженных сущностей: 500/500. |
| 170 | Рославлево            | деревня          | Получено слишком много сущностей из Викиданные. Количество загруженных сущностей: 500/500. |
| 171 | Русское Васильково    | деревня          | Получено слишком много сущностей из Викиданные. Количество загруженных сущностей: 500/500. |
| 172 | Саваны                | деревня          | Получено слишком много сущностей из Викиданные. Количество загруженных сущностей: 500/500. |
| 173 | Садовая               | деревня          | Получено слишком много сущностей из Викиданные. Количество загруженных сущностей: 500/500. |
| 174 | Сандово               | пгт              | Получено слишком много сущностей из Викиданные. Количество загруженных сущностей: 500/500. |
| 175 | Сельцы                | деревня          | Получено слишком много сущностей из Викиданные. Количество загруженных сущностей: 500/500. |
| 176 | Семёново              | деревня          | Получено слишком много сущностей из Викиданные. Количество загруженных сущностей: 500/500. |
| 177 | Сменцево              | деревня          | Получено слишком много сущностей из Викиданные. Количество загруженных сущностей: 500/500. |
| 178 | Соболины              | деревня          | Получено слишком много сущностей из Викиданные. Количество загруженных сущностей: 500/500. |
| 179 | Соснино               | деревня          | Получено слишком много сущностей из Викиданные. Количество загруженных сущностей: 500/500. |
| 180 | Сосновец              | деревня          | Получено слишком много сущностей из Викиданные. Количество загруженных сущностей: 500/500. |
| 181 | Станки                | деревня          | Получено слишком много сущностей из Викиданные. Количество загруженных сущностей: 500/500. |
| 182 | Старая Выставка       | деревня          | Получено слишком много сущностей из Викиданные. Количество загруженных сущностей: 500/500. |
| 183 | Старое Сандово        | село             | Получено слишком много сущностей из Викиданные. Количество загруженных сущностей: 500/500. |
| 184 | Столбово              | деревня          | Получено слишком много сущностей из Викиданные. Количество загруженных сущностей: 500/500. |
| 185 | Стулово               | деревня          | Получено слишком много сущностей из Викиданные. Количество загруженных сущностей: 500/500. |
| 186 | Судилово              | деревня          | Получено слишком много сущностей из Викиданные. Количество загруженных сущностей: 500/500. |
| 187 | Сулоиха               | деревня          | Получено слишком много сущностей из Викиданные. Количество загруженных сущностей: 500/500. |
| 188 | Сухоломово            | деревня          | Получено слишком много сущностей из Викиданные. Количество загруженных сущностей: 500/500. |
| 189 | Сушигорицы            | деревня          | Получено слишком много сущностей из Викиданные. Количество загруженных сущностей: 500/500. |
| 190 | Сыропятово            | деревня          | Получено слишком много сущностей из Викиданные. Количество загруженных сущностей: 500/500. |
| 191 | Тавнежи               | деревня          | Получено слишком много сущностей из Викиданные. Количество загруженных сущностей: 500/500. |
| 192 | Тимхово               | деревня          | Получено слишком много сущностей из Викиданные. Количество загруженных сущностей: 500/500. |
| 193 | Толстиково            | деревня          | Получено слишком много сущностей из Викиданные. Количество загруженных сущностей: 500/500. |
| 194 | Топалки               | деревня          | Получено слишком много сущностей из Викиданные. Количество загруженных сущностей: 500/500. |
| 195 | Топорово              | деревня          | Получено слишком много сущностей из Викиданные. Количество загруженных сущностей: 500/500. |
| 196 | Топорово              | станция          | Получено слишком много сущностей из Викиданные. Количество загруженных сущностей: 500/500. |
| 197 | Туково                | деревня          | Получено слишком много сущностей из Викиданные. Количество загруженных сущностей: 500/500. |
| 198 | Тухани                | хутор            | Получено слишком много сущностей из Викиданные. Количество загруженных сущностей: 500/500. |
| 199 | Тюхтово               | деревня          | Получено слишком много сущностей из Викиданные. Количество загруженных сущностей: 500/500. |
| 200 | Удали                 | деревня          | Получено слишком много сущностей из Викиданные. Количество загруженных сущностей: 500/500. |
| 201 | Устровка              | деревня          | Получено слишком много сущностей из Викиданные. Количество загруженных сущностей: 500/500. |
| 202 | Федосеево             | деревня          | Получено слишком много сущностей из Викиданные. Количество загруженных сущностей: 500/500. |
| 203 | Халамеево             | деревня          | Получено слишком много сущностей из Викиданные. Количество загруженных сущностей: 500/500. |
| 204 | Харовичи              | деревня          | Получено слишком много сущностей из Викиданные. Количество загруженных сущностей: 500/500. |
| 205 | Ховрино               | деревня          | Получено слишком много сущностей из Викиданные. Количество загруженных сущностей: 500/500. |
| 206 | Холм                  | деревня          | Получено слишком много сущностей из Викиданные. Количество загруженных сущностей: 500/500. |
| 207 | Шерепово              | деревня          | Получено слишком много сущностей из Викиданные. Количество загруженных сущностей: 500/500. |
| 208 | Шуниха                | деревня          | Получено слишком много сущностей из Викиданные. Количество загруженных сущностей: 500/500. |
| 209 | Щербово               | деревня          | Получено слишком много сущностей из Викиданные. Количество загруженных сущностей: 500/500. |
| 210 | Щурово                | деревня          | Получено слишком много сущностей из Викиданные. Количество загруженных сущностей: 500/500. |
| 211 | Югский                | хутор            | Получено слишком много сущностей из Викиданные. Количество загруженных сущностей: 500/500. |
| 212 | Юрьево                | село             | Получено слишком много сущностей из Викиданные. Количество загруженных сущностей: 500/500. |
| 213 | Язвиха                | деревня          | Получено слишком много сущностей из Викиданные. Количество загруженных сущностей: 500/500. |
| 214 | Язвиха                | хутор            | Получено слишком много сущностей из Викиданные. Количество загруженных сущностей: 500/500. |
| 215 | Якушино               | деревня          | Получено слишком много сущностей из Викиданные. Количество загруженных сущностей: 500/500. |
| 216 | Ярцево                | деревня          | Получено слишком много сущностей из Викиданные. Количество загруженных сущностей: 500/500. |

### Селижаровский муниципальный округ
Шаблон:Автонумерация

### Спировский муниципальный округ
#invoke:Tables